# ديوجانس الكلبي
ديوجانس الكلبي (باليونانية: Διογένης ، باللاتينية: Diogénēs) (نحو 421 - 323 ق م) فَيلسوف يونانِي، وأحد مؤسسي المدرسة الكلبيّة الأوائل. ولدَ في سينوب بتركيا، ودَرسَ في أثينا على يد الفَيلسوف أنتيستنيس. قالَ صاحبْ الملل والنحل: «كانَ حَكِيماً فاضلاً متقشفاً لا يقتَني شيئاً ولا يأوى إلى مَنزل.» عاصَرَ الأسَكندر المَقدوني، والذي رَوَى أنه قال «لو لمْ أكن الأسكندر لوَددت أن أكون دِيوجانس».
كان ديوجانس شخصية مثيرة للجدل. عمل والده في سك النقود. نفي ديوجانس من سينوب عندما شارك وساعد على تدهور العملة. انتقل  بعد نفيه إلى أثينا وانتقد العديد من المواثيق الثقافية للمدينة. وضع ديوجانس نفسه على مثال هرقل، إذ اعتقد أن الفضيلة كانت أفضل في العمل من الناحية النظرية. استخدم أسلوب حياته البسيط وسلوكه من أجل انتقاد القيم والأعراف الاجتماعية لما يعتبره مجتمعًا فاسدًا ومشوشًا. عُرف عنه النوم والأكل أينما اختار بشكل غير تقليدي أبدًا، واعتبر نفسه ضد الطبيعة. أعلن نفسه مواطنًا معولمًا بدلًا من الولاء لمكان واحد فقط. توجد العديد من القصص عن تتبعه لخطا أنتيستنيس وكيف أصبح «كلبًا مخلصًا له».
أعتبر ديوجانس الفقر فضيلة. كان يتوسل لكسب الرزق وغالبًا ما نام في السوق داخل جرة خزفية كبيرة. أصبح سيئ السمعة بعد ذلك بسبب أعماله الفلسفية المثيرة للجدل، على سبيل المثال، حمله مصباحًا خلال ساعات النهار، وادعاؤه أنه يبحث عن رجل نزيه. انتقد أفلاطون، واختلف معه في تفسيره لسقراط، وخرب محاضراته، وصرف انتباه الحضور في بعض الأحيان عن طريق جلب الطعام أثناء المناقشات. تحدث أيضًا عن سخريته من الاسكندر الأكبر، سواء في الأماكن العامة أم وجهًا لوجه عندما زاره الاسكندر في كورنثوس عام 336.
قبض القراصنة على ديوجانس وباعوه كعبد، واستقر في نهاية المطاف في كورنثوس. هناك مرر فلسفته من التهكم إلى أقراطس، والذي درسها لزينون الرواقي الذي أسس المدرسة الرواقية، والتي كانت واحدة من أكثر المدارس التي بقيت للفلسفة اليونانية. لم تنجُ أي من كتابات ديوجانس، ولكن توجد بعض التفاصيل عن حياته من حكايات (شيريا)، وخاصة من كتاب ديوجانس اللايرتي بعنوان «حياة وآراء الفلاسفة البارزين» وبعض المصادر الأخرى.

## حياته

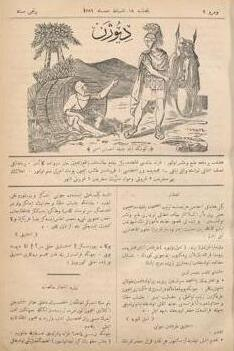
غلاف الطبعة الأولى من مجلة "ديوجين" أول مجلة ساخرة للإمبراطورية العثمانية تصور ديوجين والاسكندر الاكبر بواسطة الفنان اليوناني ثيودوروس كاسابيس.

لا يوجد شيء معروف عن حياة ديوجانس المبكرة باستثناء والده هيسياس، والذي كان مصرفيًا. تقول القصص أنه من المحتمل أن ديوجانس التحق بالعمل المصرفي. تورط هيسياس وديوجانس في مرحلة ما في فضيحة تنطوي على غش أو تزوير العملة، ونُفي ديوجانس من المدينة بناء على ذلك بالإضافة لفقدانه لجنسيته وجميع ممتلكاته المادية.
يبدو أن هذا الجانب من القصة مثبت تاريخيًا، إذ اكتشفت أعداد كبيرة من العملات المعدنية المشوهة (المكسومة بخاتم إزميل كبير) في سينوب والتي يرجع تاريخها إلى منتصف القرن الرابع قبل الميلاد، وهناك عملات معدنية أخرى في ذلك الوقت تحمل اسم هيسايس والذي كان مسؤولًا عن سكها. خلال هذا الوقت كان هناك الكثير من الأموال المزيفة المتداولة في سينوب. شُوهت العملات المعدنية عمدًا من أجل جعلها بلا قيمة كمناقصة قانونية. كانت سينوب موضع نزاع بين الفصائل الموالية للفارسية والموالية لليونان في القرن الرابع، وربما كانت هناك دوافع سياسية وراء ذلك.

### فيأثينا

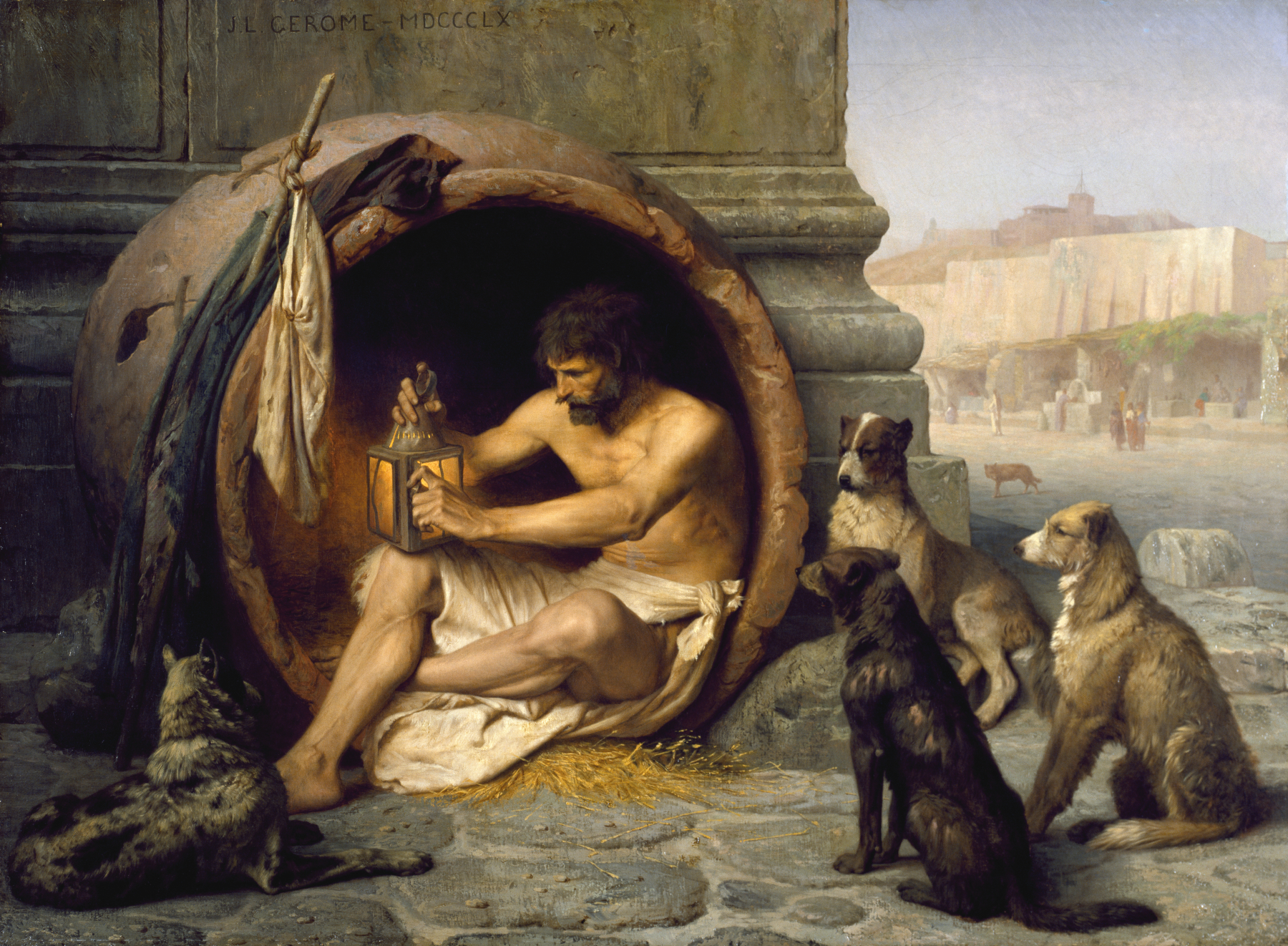
ديوجانس يجلس في جَرته بواسطة جان ليون جيروم 1860، متحف والترز، بلتيمور بالولايات المتحدة الأمريكية.

وفقا لقصة واحدة، ذهب ديوجانس إلى الكاهنة بيثيا من أجل طلب مشورتها وقالت له أنه ينبغي عليه «تزوير العملة». بعد السقطة في سينوب، قرر ديوجانس أن الكاهنة تعني أنه ينبغي عليه تشويه العملة السياسية بدلاً من العملة الفعلية. سافر إلى أثينا وجعل هدف حياته تحدي العادات والقيم الثابتة. وقال أنه بدلًا من القلق بشأن الطبيعة الحقيقية للشر، فإن الناس يعتمدون فقط على التفسيرات العرفية. يعد هذا التمييز بين الطبيعة (فيزيس) والعُرف (نوموس) موضوعًا مفضلاً للفلسفة اليونانية القديمة، وواحدًا مما تناوله أفلاطون في كتابه في اسطورة «خاتم جايجس».
وصل ديوجانس إلى أثينا مع العبد المسمى «مانيس» والذي هرب بعد ذلك بوقت قصير. بروح الدعابة المميزة، نكر ديوجين معاملته السيئة بالقول: «إذا كان يمكن لمانيس العيش بدون ديوجانس، فلماذا لا يكمل ديوجانس بلا مانيس؟» وسخر ديوجانس من التبعية الشديدة في هذه العلاقة. وجد شخصية سيد لا يستطيع أن يفعل شيئًا لنفسه بلا حول ولا قوة. كان منجذبًا للتعلم من أنتيستنيس، وهو طالب سقراط. عندما طلب ديوجانس من أنتيستنيس أن يقوم بتعليمه، تجاهله أنتيستنيس وورد أنه «ضربه في النهاية». يرد ديوجانس:«اضرب، لأنك لن تجد خشبًا قاسيًا بما يكفي لإبعادي عنك، طالما كنت أعتقد أن لديك ما تقوله». لم يرد ما إذا كان الاثنان قد التقيا حقًا، لكنه تجاوز سيده في كل من سمعته وتقشف حياته. واعتبر تجنبه من الملذات الأرضية على النقيض والتعليق على السلوكيات الأثينية المعاصرة. كان هذا الموقف مبنيًا على ازدراء لما اعتبره حماقةً وادعاءً وغرورًا وخداعًا للنفس وتصنع السلوك البشري.

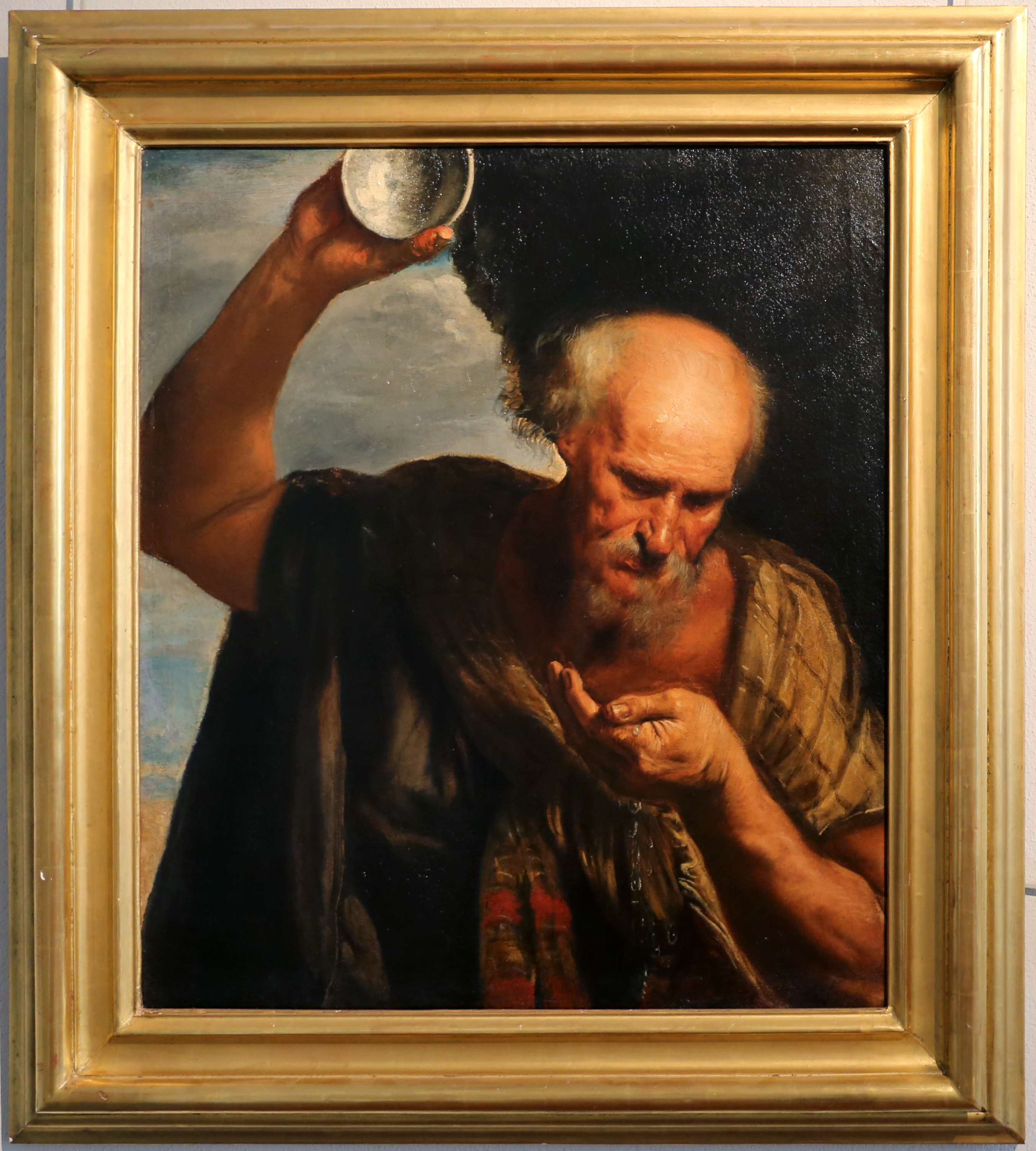
ديوجانس يلقي وعائه بريشة بيير فرانسيسكو مولا من القرن السابع عشر.

توضح القصص التي رويت عن ديوجانس الاتساق المنطقي لشخصيته، إذ غمر نفسه بهذا الطقس من خلال العيش في جرة طينية كبيرة تابعة لمعبد سيبيل. ولا يملك سوى وعاء خشبي ليشرب به الماء والذي حطمه عندما رَأَى فتى يشرب الماء من جوف يديه. ثم صرخ قائلًا: «أحمق أنا، لأنني حملت أمتعة زائدة عن الحاجة طوال هذا الوقت!» كان تناول الطعام داخل السوق مخالف للعادات الأثينية، لكنه بقي يأكل هناك، وأوضح عندما وُبّخ بأنه شعر بالجوع خلال الوقت الذي قضاه في السوق. كان يتجول في وضح النهار وهو يحمل مصباحًا، عندما سئل عما كان يفعله، كان يجيب: «أنا أبحث عن رجل شريف». بحث ديوجانس عن إنسان ولكن لم يجد سوى الأوغاد.

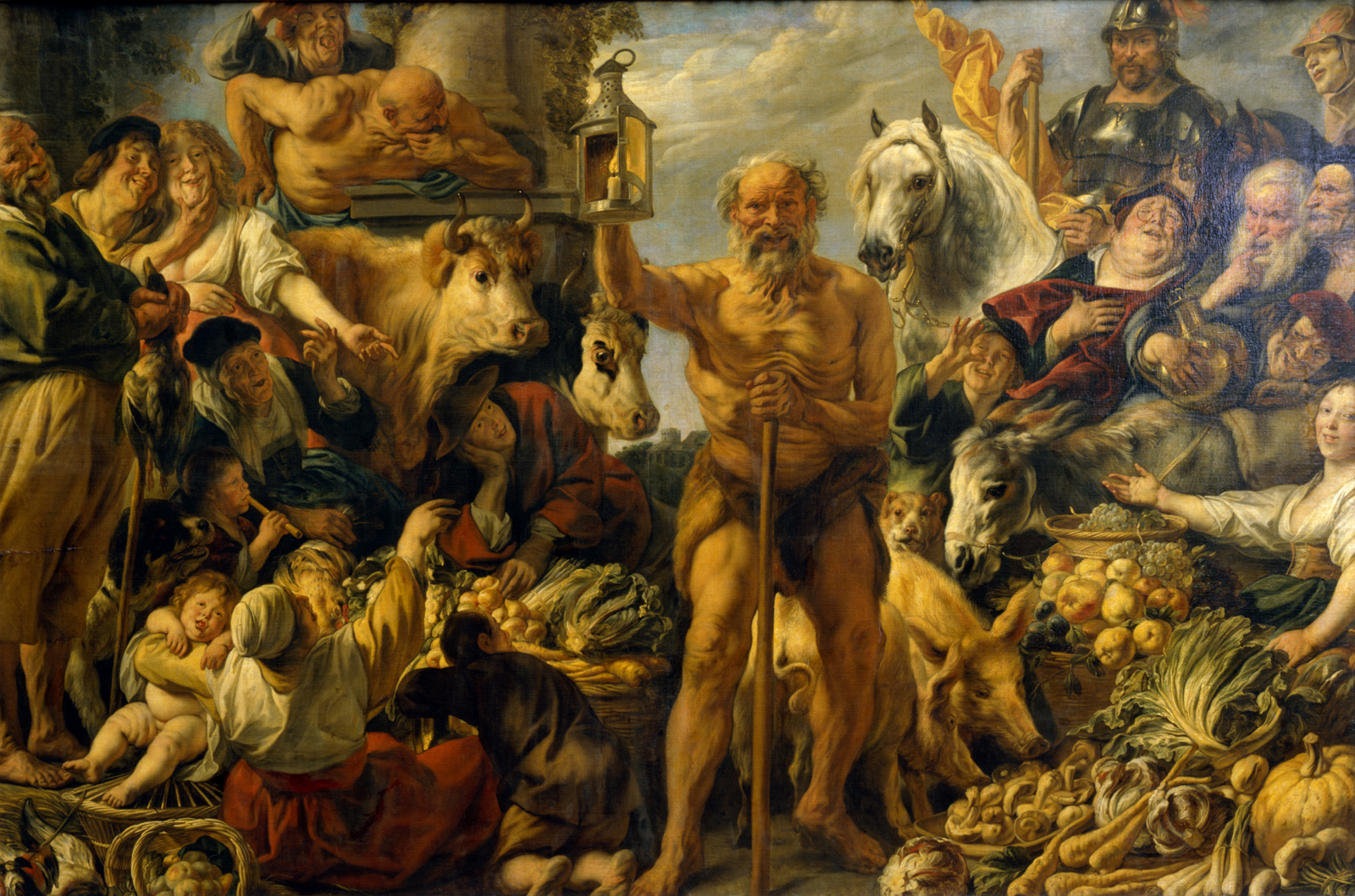
ديوجانس يبحث عن رجل شريف بريشة ياكوب يوردانس 1642.

وفقًا لديوجانس لايرتيوس، عندما أعطى أفلاطون تعريفًا للإنسان على أنه «كائن يمشي على أثنين وليس لهُ ريش»، نتف ديوجانس دجاجة وجلبها إلى أكاديمية أفلاطون قائلًا: «ها أنا أحضرت لك رجلاً».

### فيكورنثوس
وفقًا لقصة يبدو أنها رويت عن منيبوس الكلبي، أنه ألقي بالقبض على ديوجانس من قبل القراصنة بينما كان في رحلة إلى أجانيطس، وبيع كعبد في جزيرة كريت إلى كورنثية تدعى كسينياديس. عندما سئل عن تجارته، أجاب أنه لا يعرف أي تجارة ولكن التجارة يحكمها الرجال الأحرار، وأنه يتمنى بيعه لرجل يحتاج إلى سيد. أحبت كسينياديس روحه ووظفت ديوجانس من أجل تدريس أطفالها. عمل مدرسًا لابني كسينياديس، قيل إنه عاش في كورنثوس لبقية حياته والتي كرسها للتبشير بمذاهب ضبط النفس الفاضلة. هناك العديد من القصص حول ما حدث بالفعل له بعد وقته مع ولدي كسينياديس. هناك قصص تفيد بأنه قد حُرر بعد أن أصبح «فردًا محبوبًا في الأسرة»، بينما يقول أحدهم أنه حُرر على الفور تقريبًا، ويذكر آخر أنه «كبر وتوفي في منزل كسينياديس في كورينث». يقال أنه حاضر أمام جمهور كبير في الألعاب البرزخية. بالرغم من أن معظم القصص عن إقامته في جرة موجودة في أثينا، توجد بعض الروايات عن إقامته في جرة بالقرب من كورنثوسː

### ديوجانسوالإسكندر

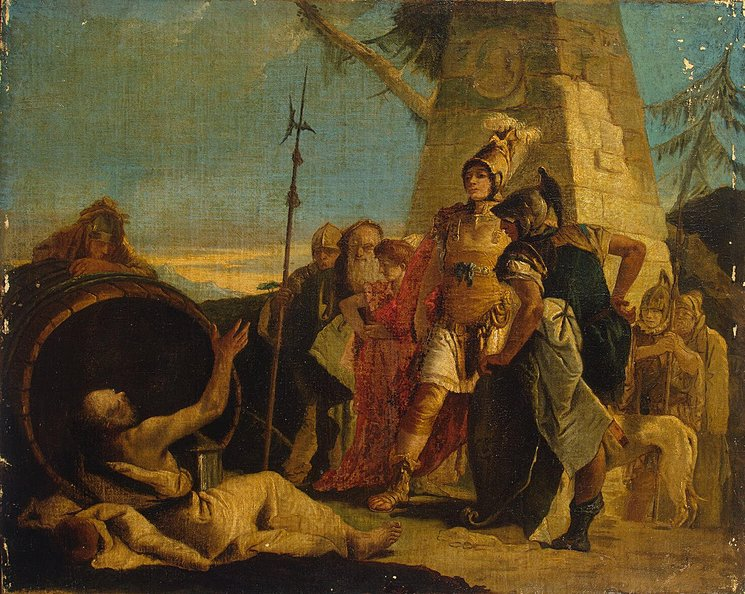
الإسكندر الأكبر وديوجانس بريشة جيوفاني باتيستا تيبولو 1770 متحف هيرميتاج في سان بطرسبرغ، روسيا.

كان من المفترض أن يكون هناك اجتماع بين الإسكندر الأكبر وديوجانس في كورنثوس. قد تكون هذه القصص ملفقة. تروي روايات فلوطرخس وديوجانس لايرتيوس أنهما تبادلا بضع كلمات فقط: بينما كان ديوجانس مسترخياً في ضوء الشمس في الصباح، سأل الإسكندر بسعادة غامرة لمقابلة الفيلسوف الشهير، وسأل عما إذا كان هناك أي معروف قد يقدمه له. أجاب ديوجانس: «نعم، قف بعيدًا عن ضوء الشمس الخاص بي.» ثم قال الإسكندر، «لو لم أكن الاسكندر لوددت أن أكون ديوجانس» أجاب ديوجانس: «إذا لم أكن ديوجانس، لوددت أن أكون ديوجانس». في رواية أخرى للمحادثة، وجد الإسكندر الفيلسوف ينظر باهتمام إلى كومة من عظام الإنسان. أوضح ديوجانس: «أنا أبحث عن عظام والدك ولكن لا يمكنني تمييزها عن عظام العبد».

### الوفاة

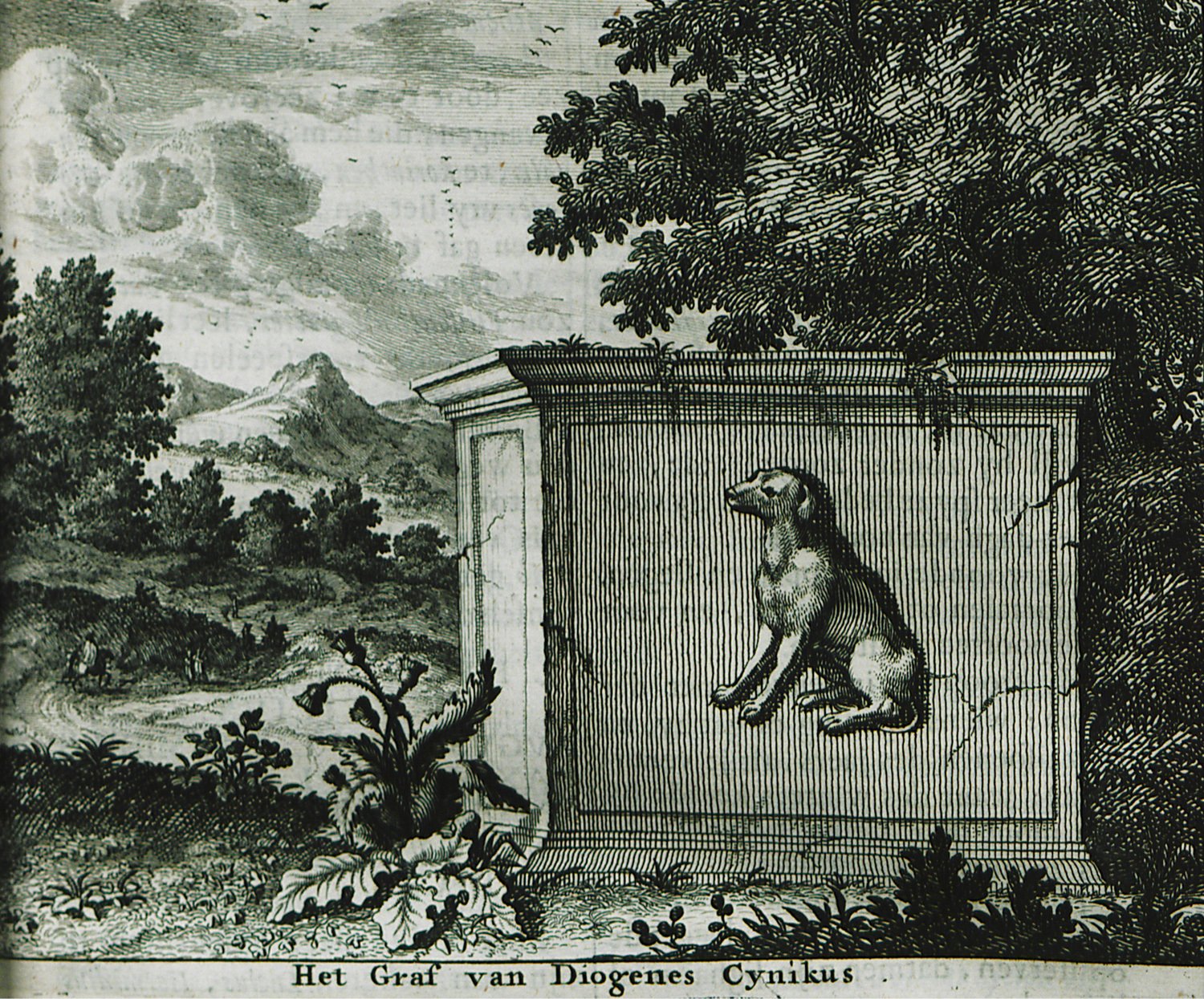
رسم تصوري لقبر ديوجانس في كورنثوس بريشة التاريخي الهولندي أولفيرت دابر 1688.

هناك روايات متضاربةَ عن وفاة ديوجانس. زُعم معاصروه أنه حَبسَ أنفاسه حتى نالتهُ المَنِية؛ وروايات أخرى تقول إنه مرض بسبب تناوله للأخطبوط نيء  ؛ أو كونه عانى من عضة كلب مصاب. عندما سُئل عن رغبته في أن يُدفن، ترك تعليمات ليتم إلقاؤه خارج سور المدينة حتى تتمكن الحيوانات البرية من أن تَقتات على جسده. عندما سئل عما إذا كان لا يُمانع ذلك، قال، «لا على الإطلاق، طالما أنك تزودني بعصا لمطاردة المخلوقات بعيدًا!» عندما سُئل كيف يمكنه استخدام العصا لكونه ميت وبالتالي يفتقر إلى الوعي، أجاب: «إذا كنت أفتقر إلى الوعي، فلماذا أهتم بما يحدث لي عندما أموت؟»  حتى النهاية، سخر ديوجانس من قلق الناس المفرط بالمعاملة «المناسبة» للناس بعد الموت. أقام أهل كورنثوس لذكراه عمودًا أقام فوقه كلب من الرخام.

## فَلسَفته

### الكلبية

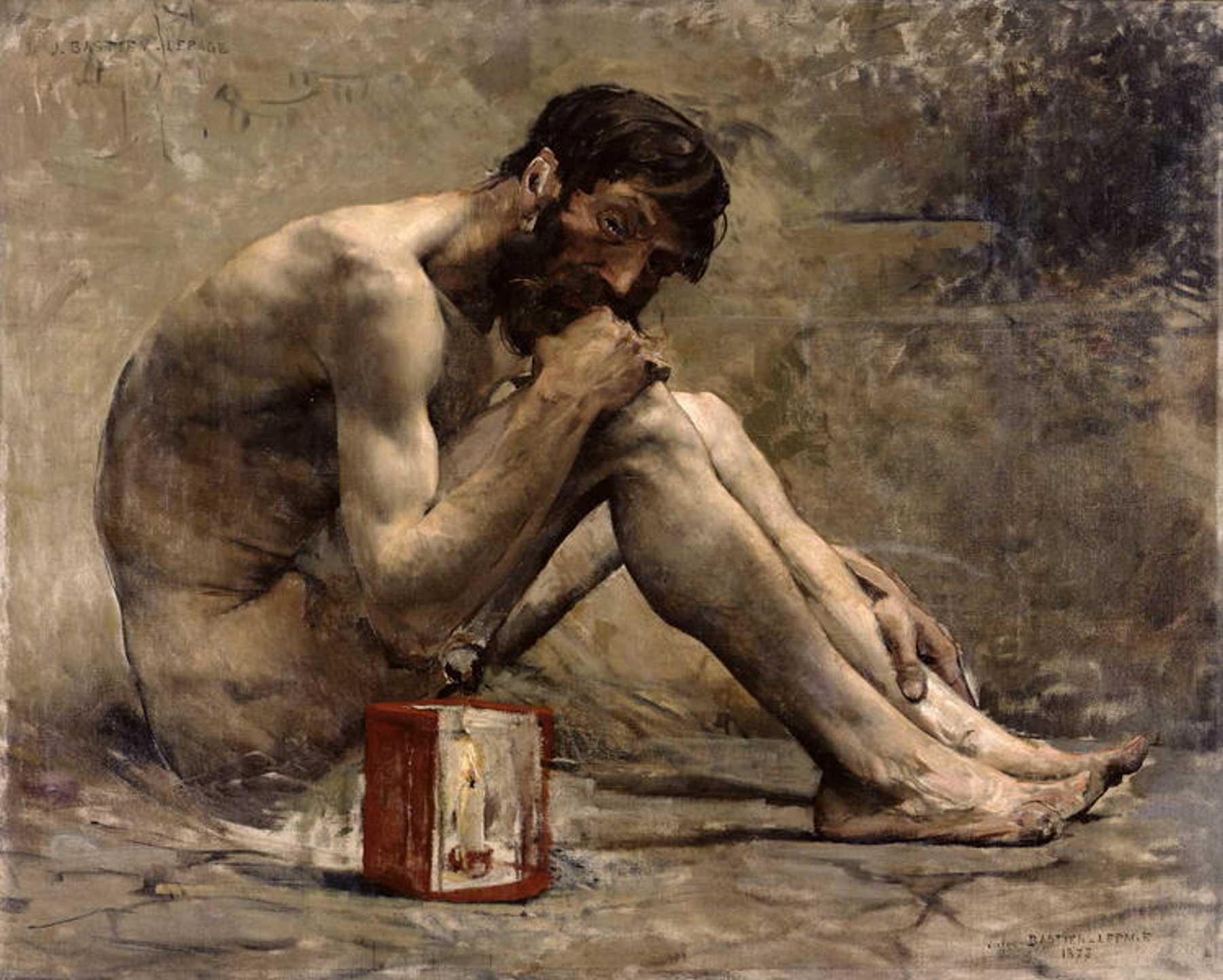
ديوجانس بريشة جول باستيان ليباج 1873.

إلى جانب أنتيستنيس وأقراطس الطيبي، يعتبر ديوجانس أحد مؤسسي المدرسة الكلبيّة. وبالتالي تم التوصل إلى أفكاره وفلسفته، مثله مثل معظم المتشائمين الآخرين، بشكل غير مباشر، بحيث لا توجد كتابات لديوجانس على قيد الحياة على الرغم من أنه قيل إنه ألف أكثر من عشرة كتب، ومجلد من الرسائل وسبع مآسي. الأفكار المتشائمة لا تنفصل عن الممارسة المتشائمة، لذلك فإن ما نعرفه عن ديوجانس موجود في الحكايات المتعلقة بحياته والأقوال المنسوبة إليه في عدد من المصادر الكلاسيكية المتناثرة.
أكد ديوجانس أن كل النمو الاصطناعي للمجتمع لا يتوافق مع السعادة وأن الأخلاق تعني العودة إلى بساطة الطبيعة. كان تقشفه وبساطته رائعين لدرجة أن الرواقيين ادعوا فيما بعد أنه رجل حكيم أو «سوفوس». في كلماته، «لقد عقّد البشر كل هدية بسيطة من الآلهة.»  على الرغم من أن سقراط قد عرّف نفسه سابقًا على أنه ينتمي إلى العالم أجمع، وليس إلى مدينة، إلا أن ديوجانس يُنسب إليه أول استخدام معروف لكلمة «كوزموبوليتان». عندما سُئل من أين أتى، أجاب: «أنا مواطن عالمي (كوزموبوليت)». كان هذا ادعاءً جذريًا غير مسبوق في عالم ترتبط فيه هوية الرجل ارتباطًا وثيقًا بجنسيته في دولة أو مدينة معينة. منفي ومنبوذ، رجل بلا هوية اجتماعية، ترك ديوجانس بصمة على معاصريه.

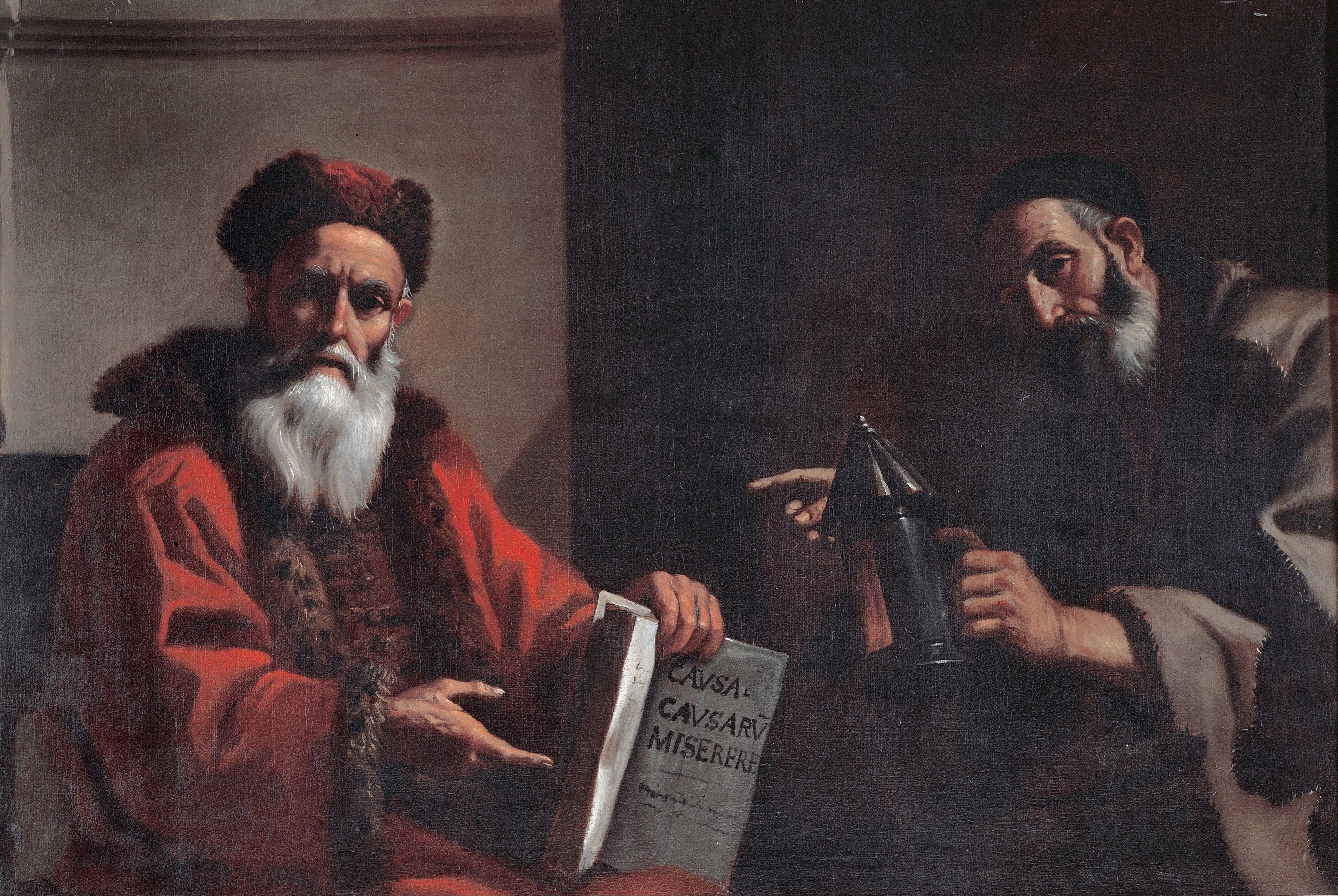
أفلاطون وديوجانس بريشة ماتيا بريتي 1649. متاحف كابيتولين روما، إيطاليا.

لم يكن لدى ديوجانس سوى ازدراء لأفلاطون ولفلسفته المجردة. نظر ديوجانس إلى أنتيستنيس باعتباره الوريث الحقيقي لسقراط، وشاركه حبه للفضيلة واللامبالاة بالثروة، جنبًا إلى جنب مع ازدراء الرأي العام. شارك ديوجانس سقراط في اعتقاده أنه يمكن أن يعمل كطبيب لأرواح الرجال وأن يحسنهم أخلاقياً، بينما يحتقر في نفس الوقت لبَادتهم. وصَف أفلاطون ذات مرة ديوجانس بأنه «سقراط مَجنونْ».

### الحشمة
كان ديوجانس يمثل تجسيداً حياً لأفكاره، حاول أن يثبت أن الحكمة والسعادة تنتمي إلى الرجل المستقل عن المجتمع وأن الحضارة رجعية. لقد ازدري ليس فقط الأسرة والتنظيم الاجتماعي والسياسي، ولكن أيضًا ازدراء حقوق الملكية والسمعة. حتى أنه رفض الأفكار العادية عن الحشمة البشرية. يقال أن ديوجين كان يأكل في السوق،  وتبول على بعض الأشخاص الذين أهانوه،  وتبرز في المسرح،  واستمنى في الأماكن العامة، وأشار إلى الناس بإصبعه الأوسط، مما يعتبر إهانة. ولدى سؤاله عن تناول طعامه في الأماكن العامة قال: «إذا كان تناول الإفطار ليس في غير محله، فلا شيء في غير محله في السوق. لكن تناول الإفطار ليس في غير محله، وبالتالي لا يوجد شيء في غير محله لتناول الإفطار. في السوق.»  وحول فاحشة ممارسة العادة السرية في الأماكن العامة، كان يقول، «لو كانَ من السَهل إبعاد الجْوع عن طَريق فرك بطني».

### ديوجانس مثل الكلاب

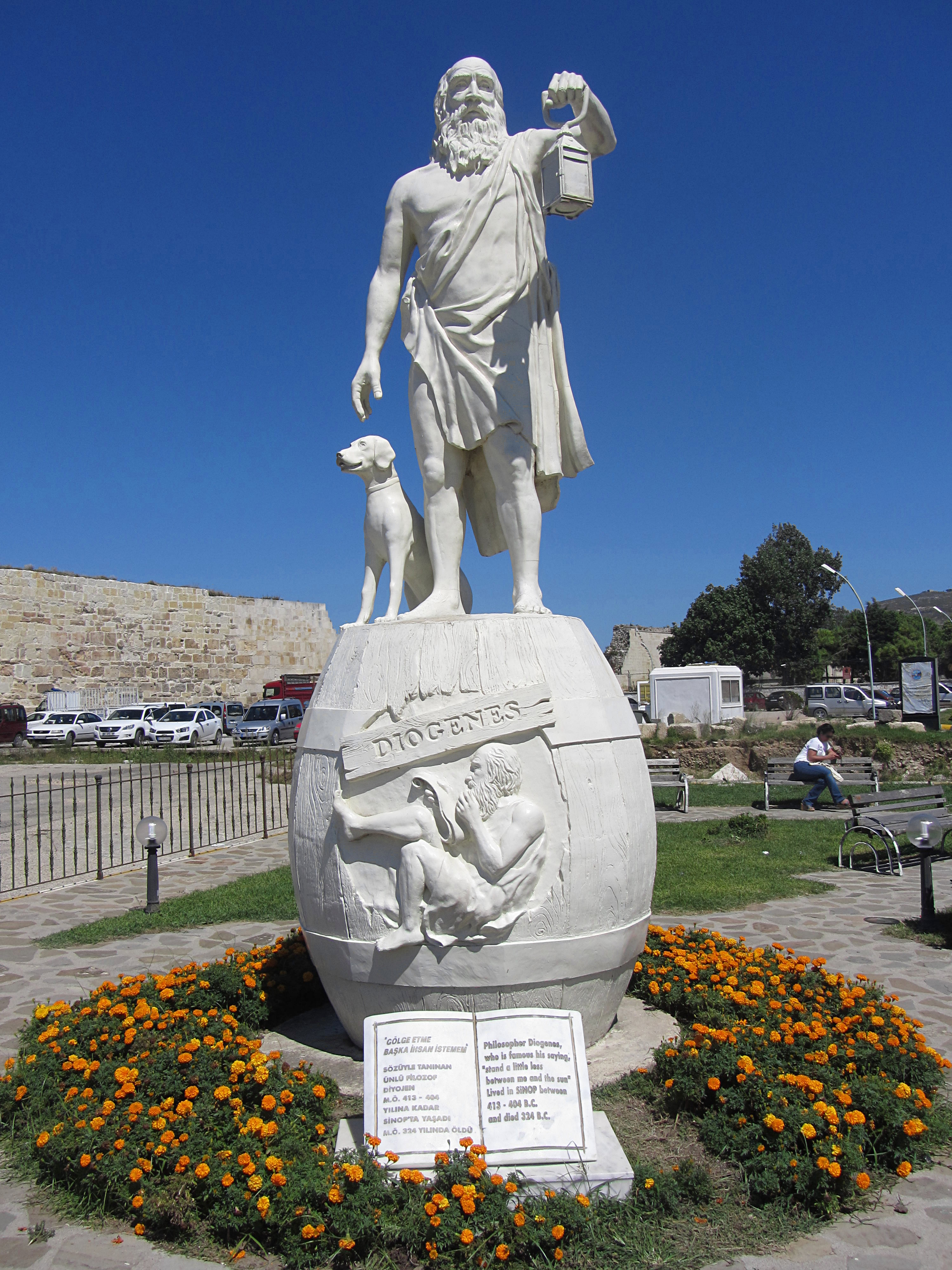
تمثال ديوجانس في سينوب، تركيا.

تشير العديد من حكايات ديوجانس إلى سلوكه الشبيه بالكلاب، ومدحه لفضائل الكلب. من غير المعروف ما إذا كان ديوجانس قد أهين بلقب «الكلبي» وجعل له فضيلة، أو ما إذا كان قد بدأ موضوع الكلب بنفسه. عندما سئل لماذا يُطلق عليه كلب، أجاب: «أنا أتلف على من يعطيني أي شيء، فأنا أصرخ على من يرفض، وأضع أسناني في الأوغاد». أمنَ ديوجانس بأن البشر يعيشون بشكل مصطنع ونفاق وسيحسنون من حالهم أذا تعلموا من الكلب. إلى جانب أداء حاجات الجسم الطبيعية في الأماكن العامة بسهولة، سوف يأكل الكلب أي شيء، ولا يثير ضجة حول مكان نومه. تعيش الكلاب في الحاضر دون قلق، ولا فائدة منها في ادعاءات الفلسفة المجردة. بالإضافة إلى هذه الفضائل، يُعتقد أن الكلاب تعرف غريزيًا من هو الصديق ومن هو العدو. على عكس البشر الذين إما يخدعون الآخرين أو يتم خداعهم، فإن الكلاب ستعطي نباحًا صادقًا في الحقيقة. ذكر ديوجانس أن «الكلاب الأخرى تعض أعداءها، أنا أعض أصدقائي لإنقذهم».

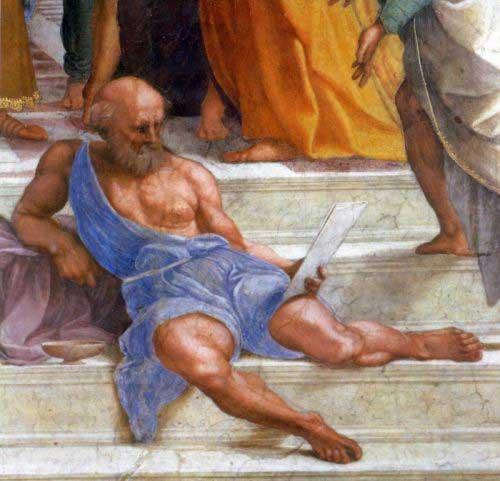
ديوجانس من لوحة مدرسة اثينا بريشة رافائيل 1510، الفاتيكان.

مصطلح «كلبي» نفسه مشتق من الكلمة اليونانية κυνικός ، kynikos ، "dog-like" وذلك من κύων ، kyôn ، «الكلب» (المضاف إليها: kynos). كان أحد التفسيرات التي تم تقديمها في العصور القديمة لسبب تسمية أتباع المدرسة الكلبية بالكلاب هو أن أنتيستنيس قام بالتدريس في صالة «سينوسارج» للألعاب الرياضية في أثينا، كلمة «سينوسارج» تعني مكان الكلب الأبيض. سعى المدرسة الكلبية في وقت لاحق أيضًا إلى تحويل الكلمة لصالحهم، كما أوضح معلق لاحق:
كما ذُكر سابقاً، تم إحياء ذكرى ارتباط ديوجانس بالكلاب من قبل أهل كورنثوس، الذين أقاموا لذكراه عمودًا كان يرتكز عليه كلب من رخام.

### النظرية المعاصرة

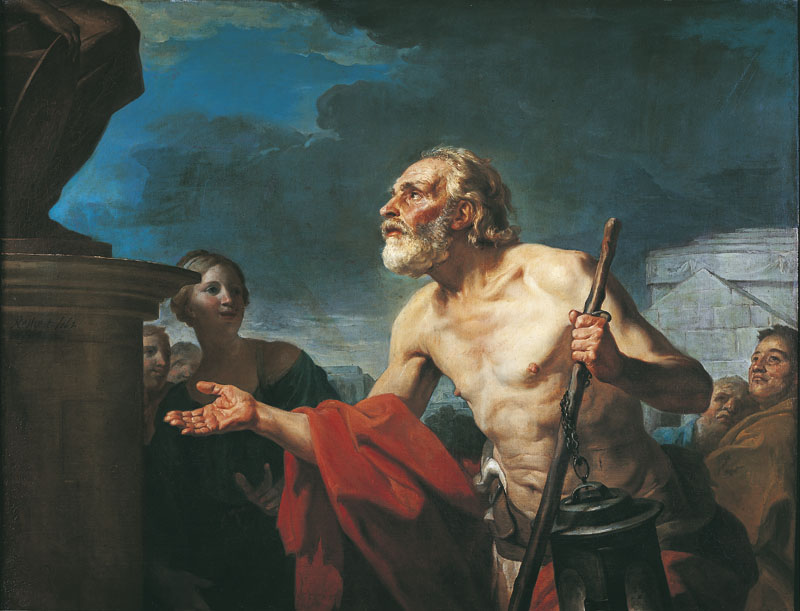
ديوجانس يطلب الصدقة بريشة جان برنارد ريستاوت 1767.

تمت مناقشة ديوجانس في كتاب «نقد العقل المتشائم» 1983 للفيلسوف الألماني بيتر سلوتردايك. في «نقد العقل المتشائم» لـ سلوتردايك، تم استخدام ديوجانس كمثال على فكرة سلوتردايك عن «الكلبية» - حيث يتم استخدام التحقير الشخصي لأغراض تعليق المجتمع أو اللوم. يطلق سلوتردايك على ممارسة هذا التكتيك «كلبية»، وينظر إلى أن الممثل الساخر يجسد في الواقع الرسالة التي يحاول إيصالها وأن هدف الممثل الساخر عادةً ما يكون ارتدادًا خاطئًا يسخر من السلطة - خاصة السلطة التي يعتبرها الممثل الساخر فاسدة ومشتبه بها أو لا يستحق.
هناك نقاش آخر لديوجانس والكلبيين في كتاب ميشيل فوكو «خطاب لا يعرف الخوف». يناقش فوكو هنا تصرفات ديوجانس الغريبة في علاقتها بالتحدث عن الحقيقة في العالم القديم. يوسع فوكو هذه القراءة في آخر دورة له في كوليج دو فرانس، «شجاعة الحقيقة». يحاول فوكو في هذا الفصل أن يؤسس مفهومًا بديلًا للنضال والثورة من خلال قراءة ديوجانس والسخرية.

## متلازمة ديوجانس
تم تطبيق اسم ديوجانس على اضطراب سلوكي يتميز على ما يبدو بالإهمال الذاتي غير الطوعي والاكتناز. يصيب الاضطراب كبار السن ويتم تسميته بشكل غير لائق تمامًا، حيث رفض ديوجانس عمدًا المعايير الشائعة للراحة المادية، ولم يكن سوى مكتنزًا. غالبًا ما يتم انتقاد الاسم نفسه لأن ديوجانس يعتقد أنه كان يساعد نفسه.

## في الفن

ديوجانس
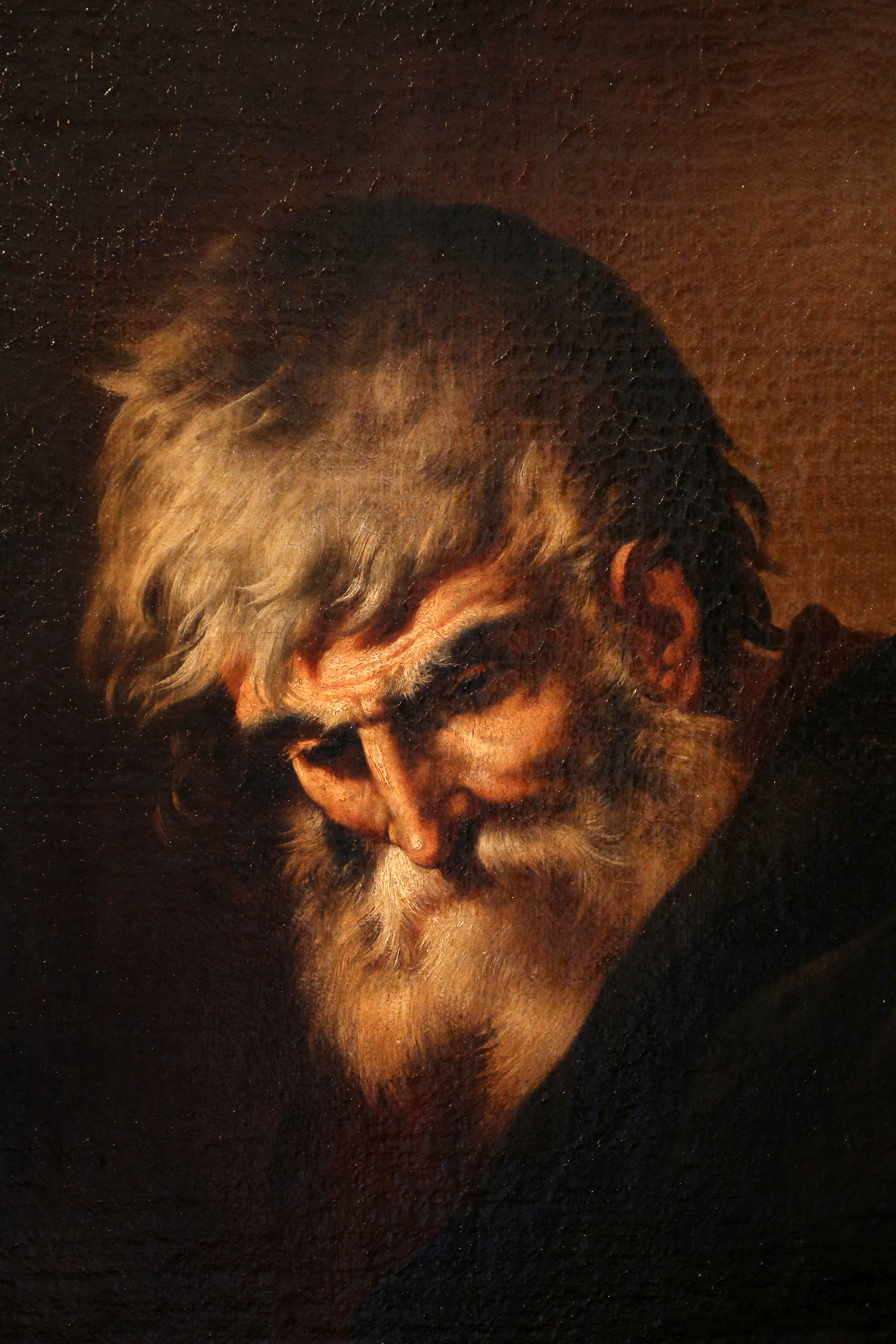
بريشة سيلفادور روزا
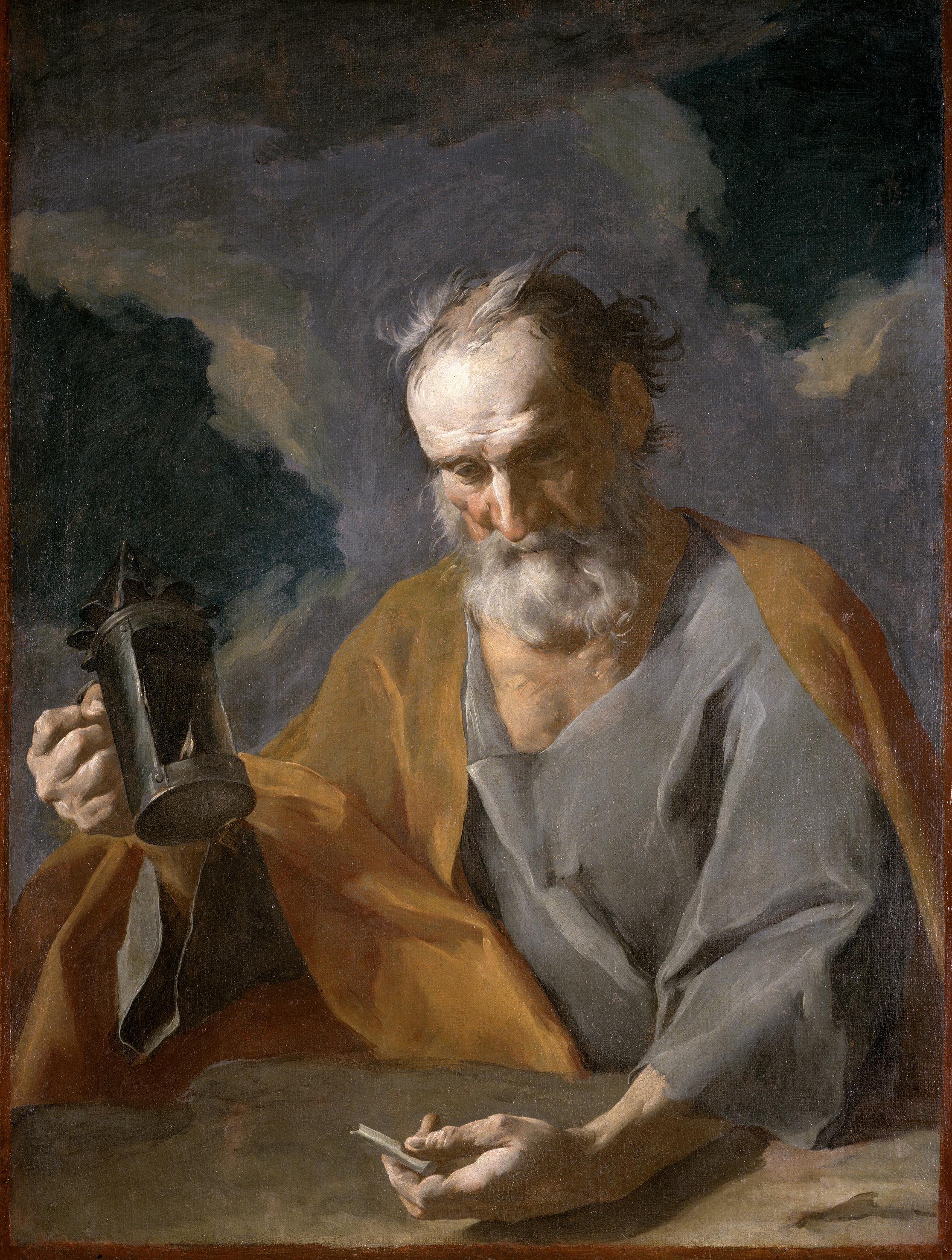
بريشة جوزيبي بيتريني
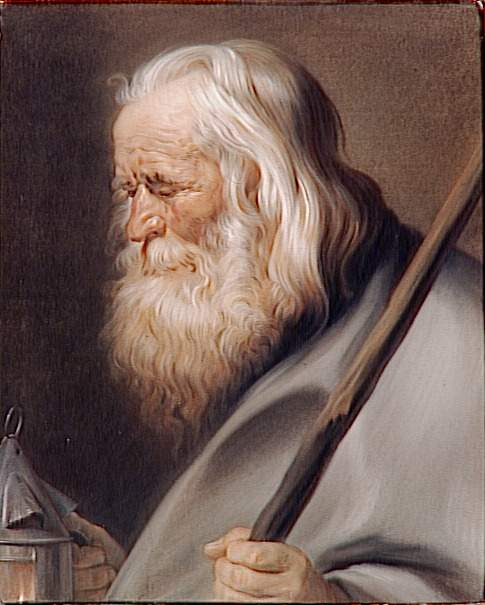
بريشة بيتر بول روبنس
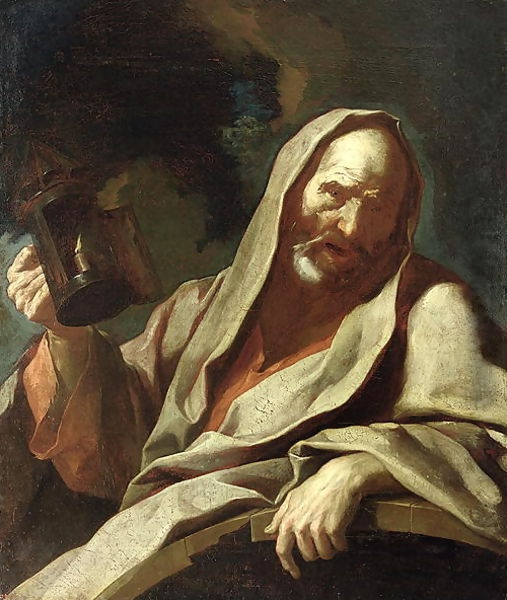
بريشة جوزيبي بيتريني
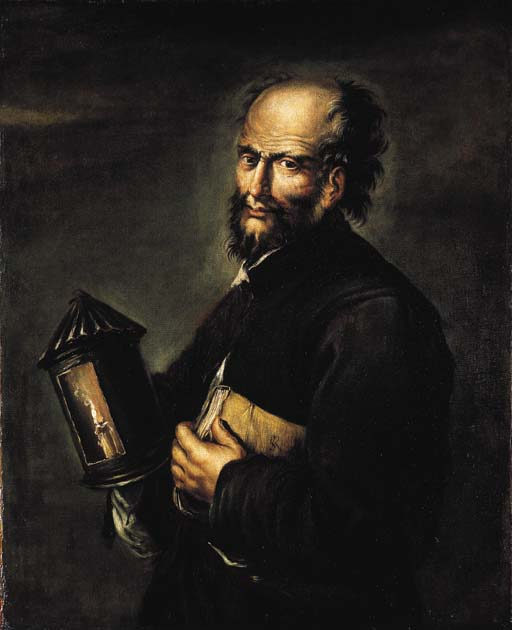
بريشة سيلفادور روزا
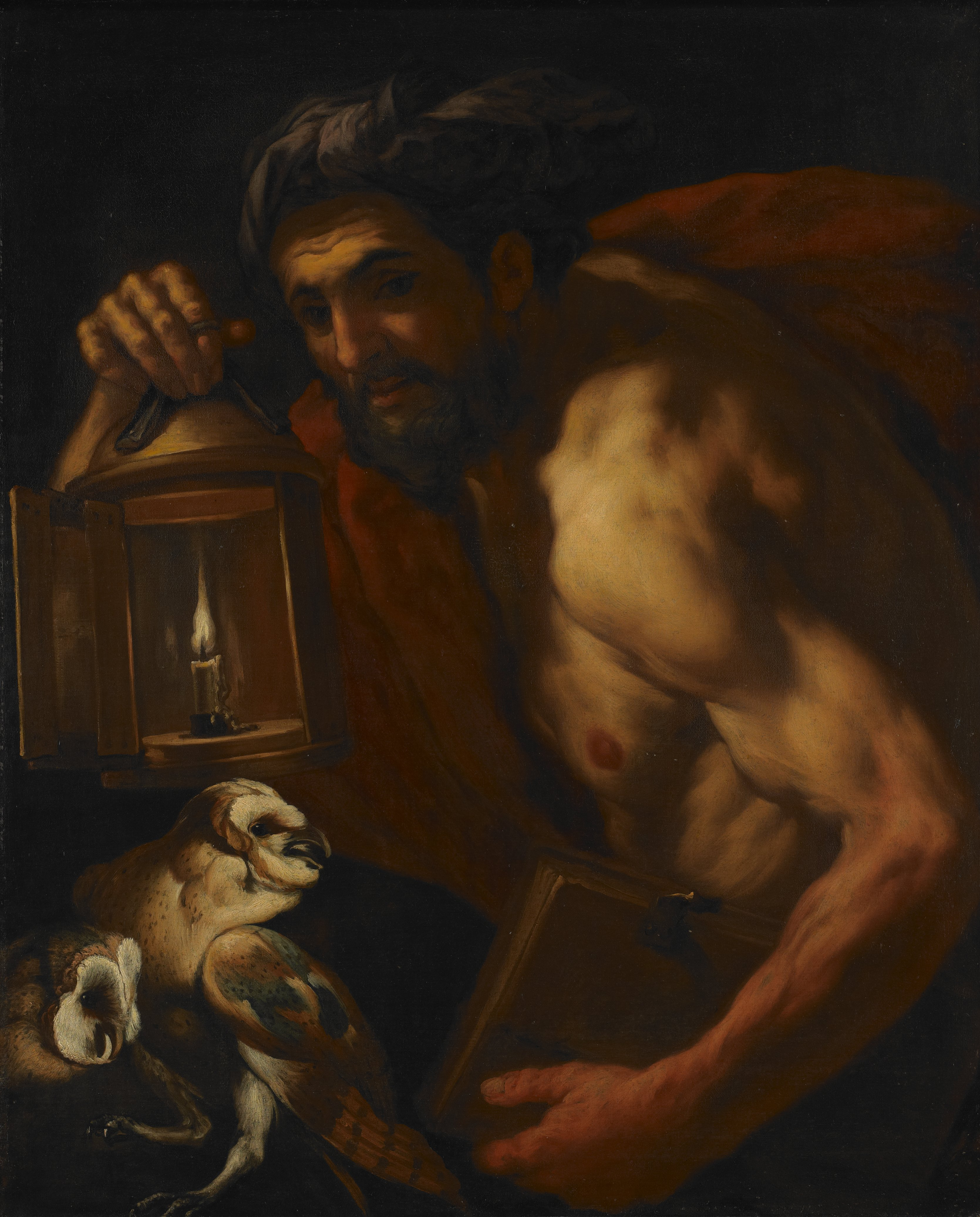
بريشة يوهان كارل لوث
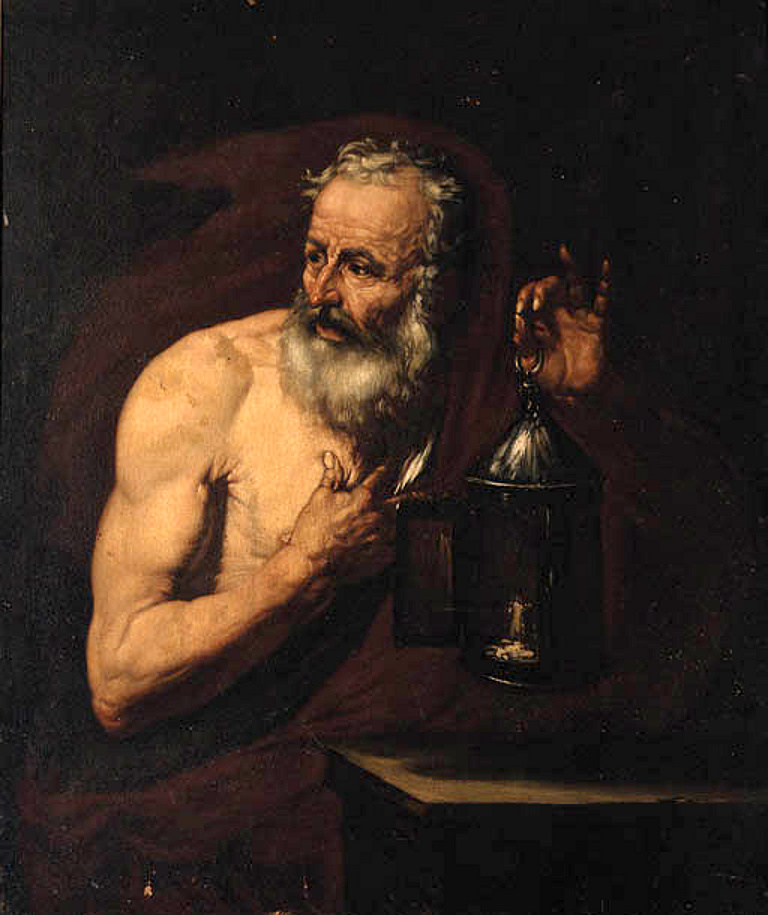
بريشة جيوفان لانجيتي
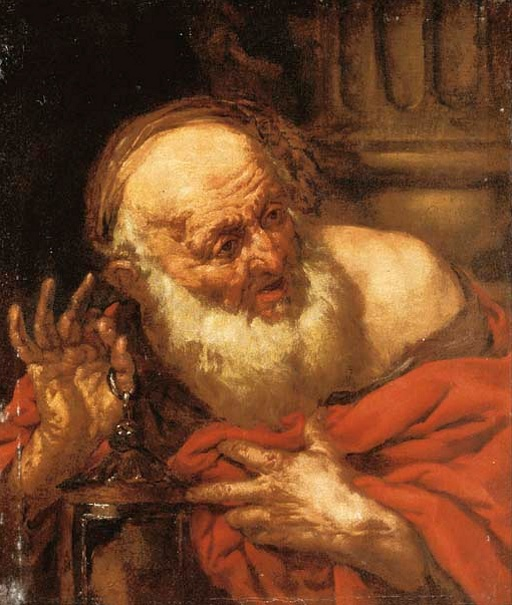
بريشة جيوفان لانجيتي
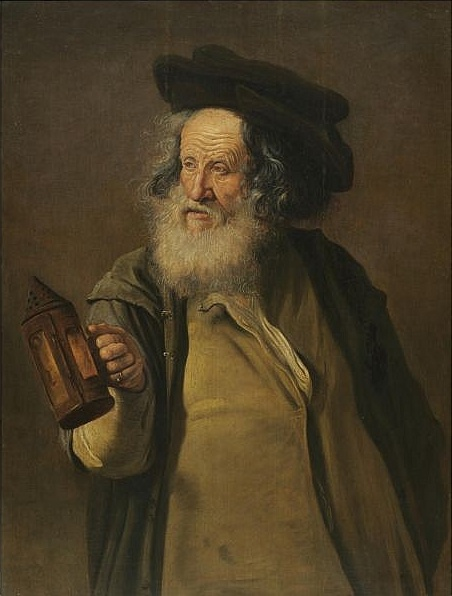
بريشة جاك دي روسو
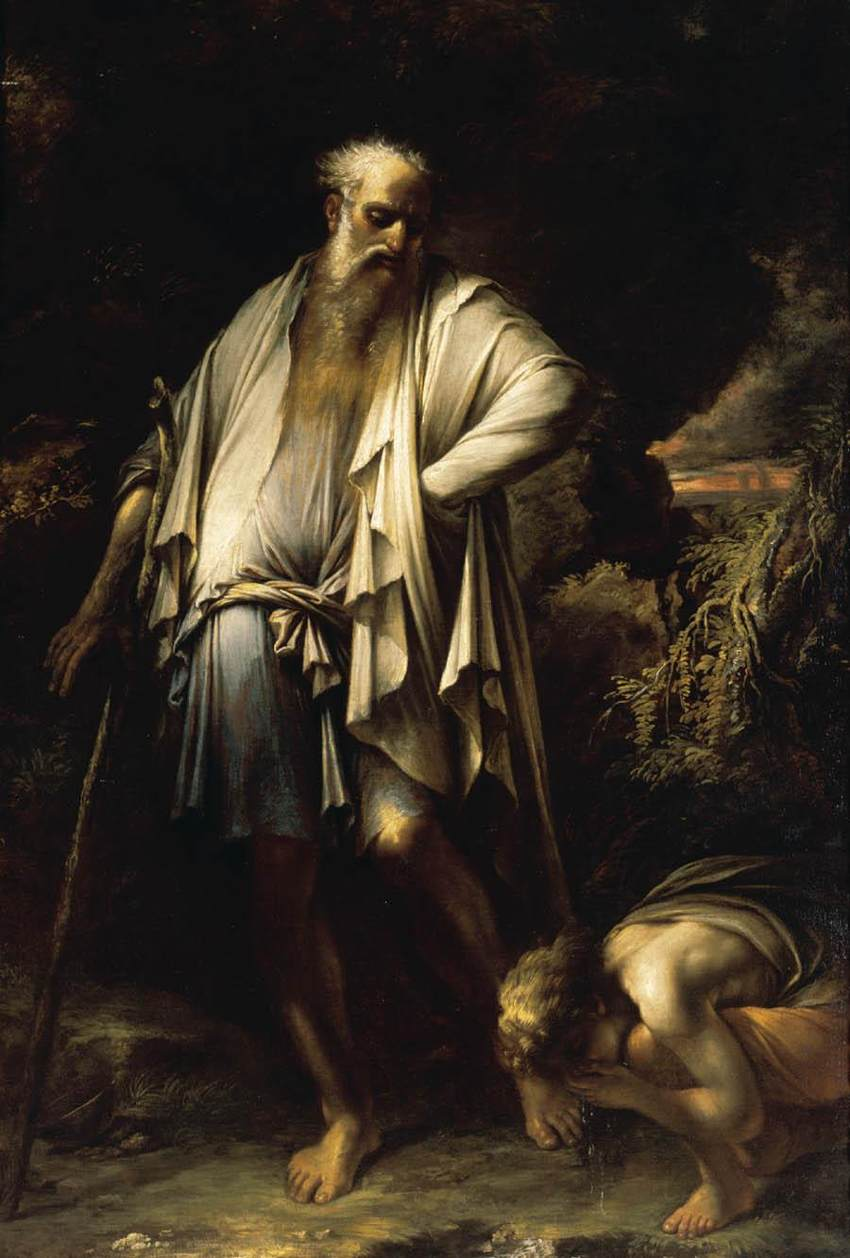
بريشة سيلفادور روزا
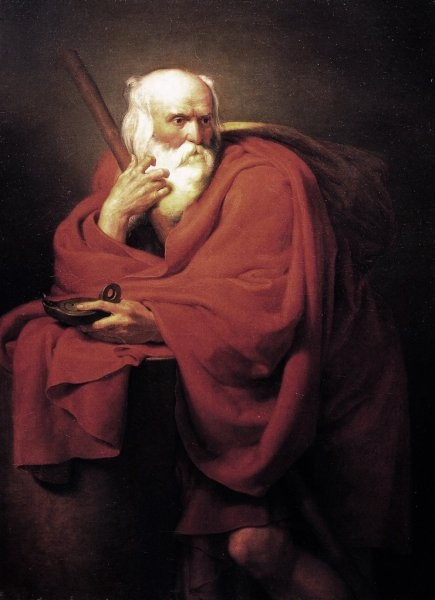
بريشة توماسو ميناردي
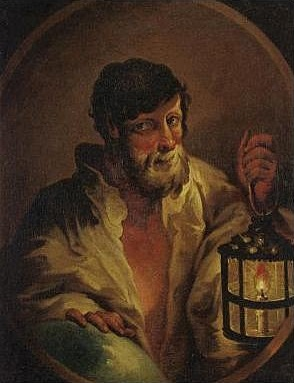
بريشة بالتازار ريب
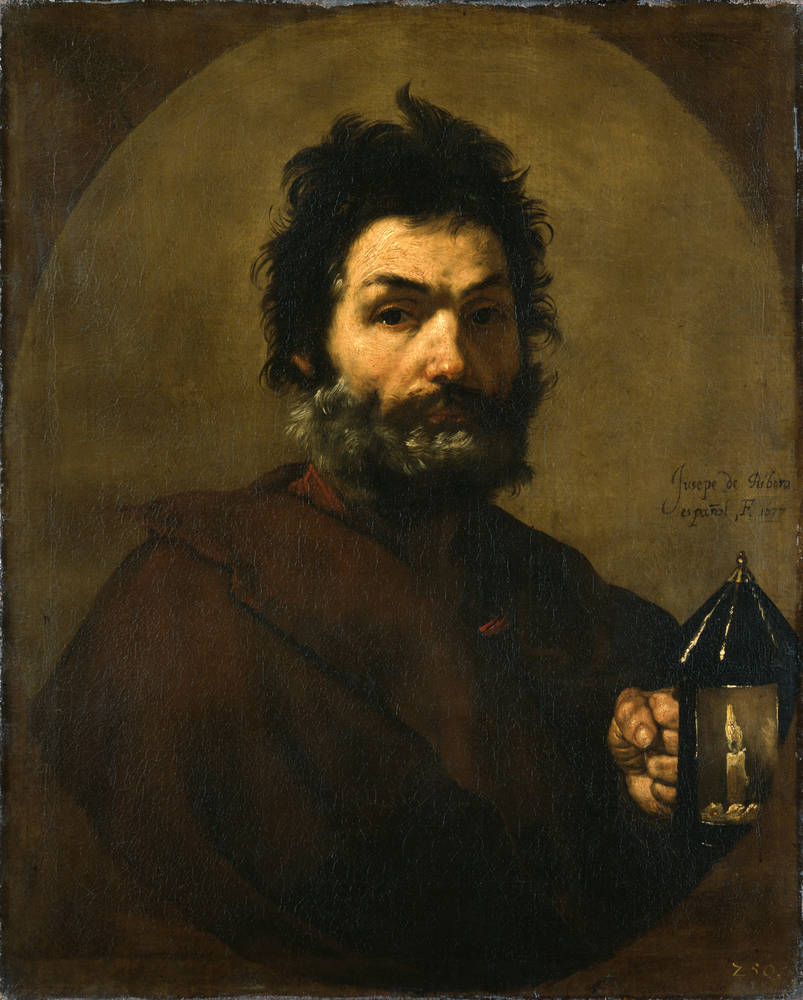
بريشة خوسيه دي ريبيرا
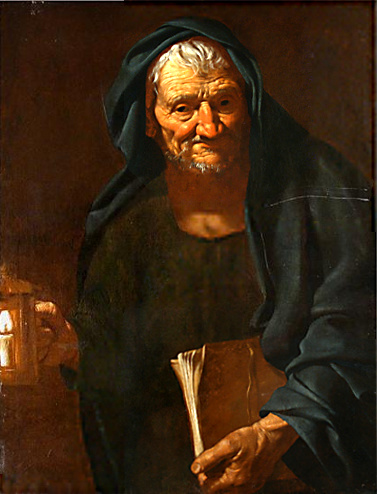
بريشة بيترو بيلوتي
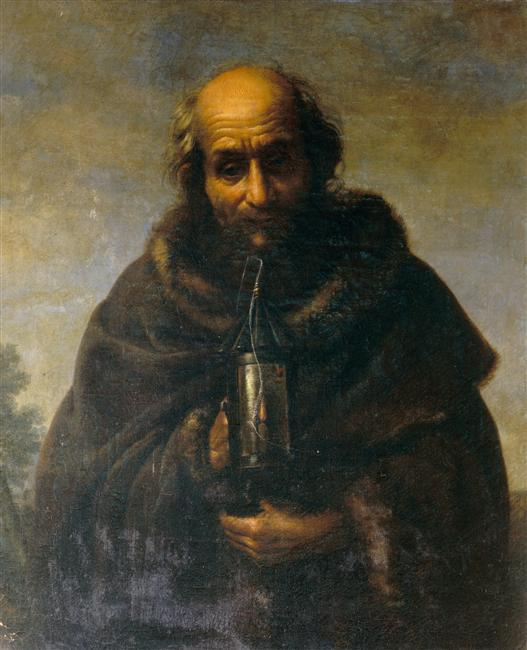
بريشة كارلو دولتشي

ديوجانس يبَحث عن رَجُل شَريف
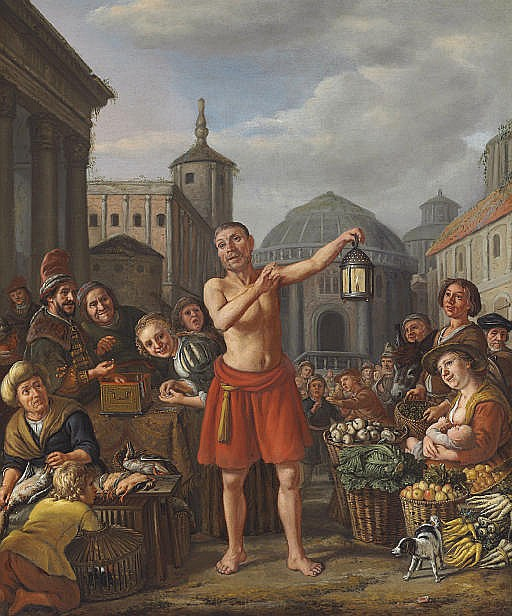
بريشة جان فيكتورز.
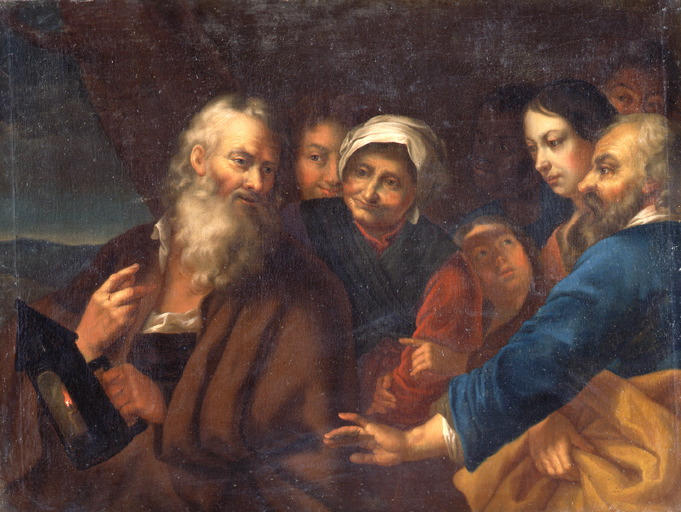
بريشة غاسبارد غريسيلي.
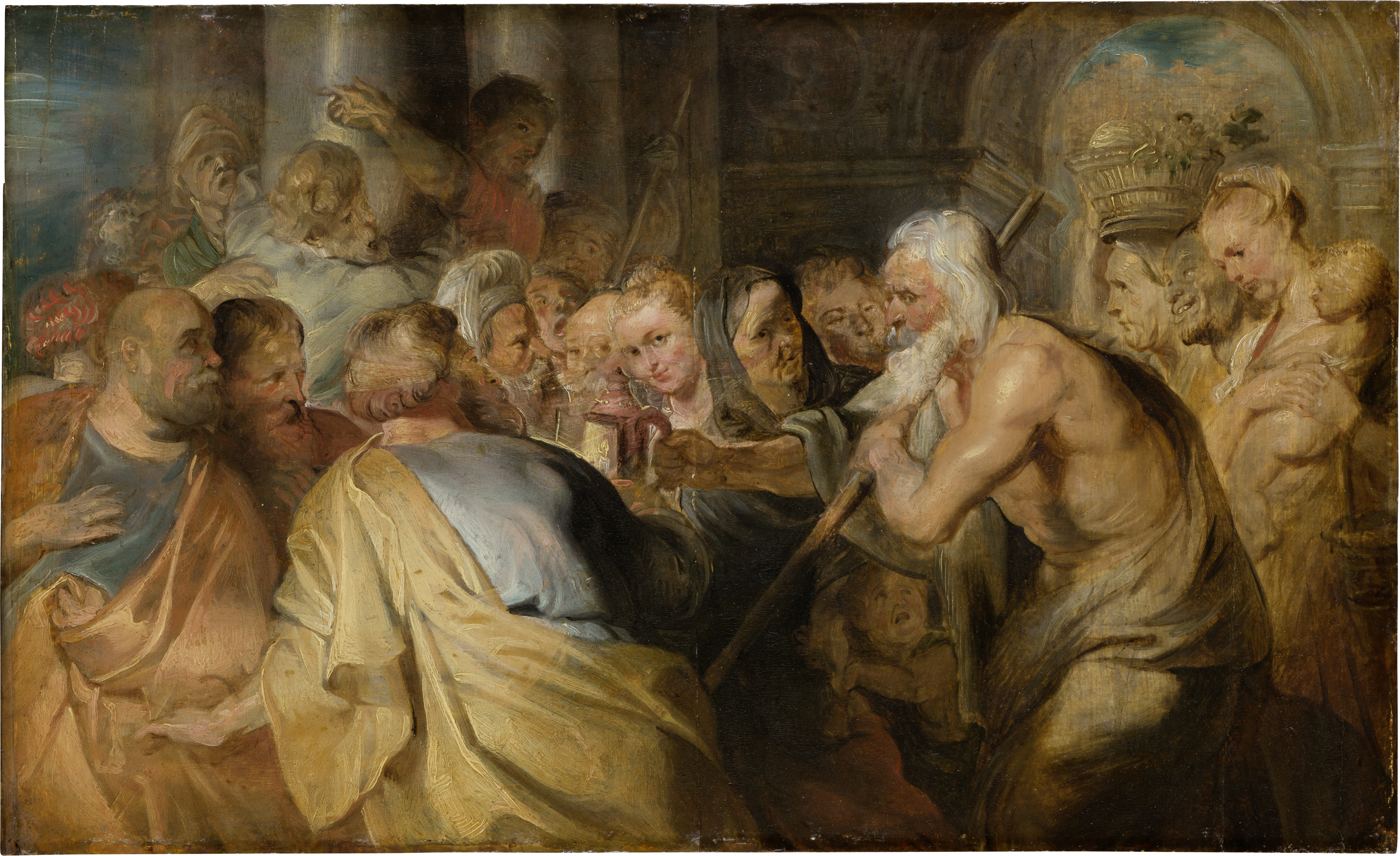
بريشة بيتر بول روبنز
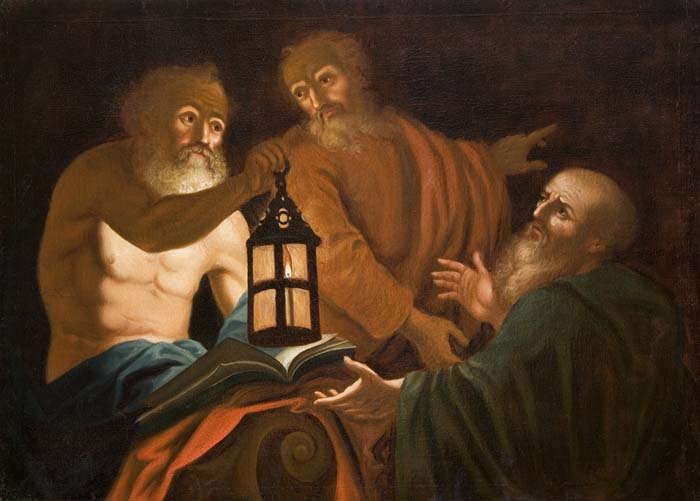
بريشة فنان مجهول.
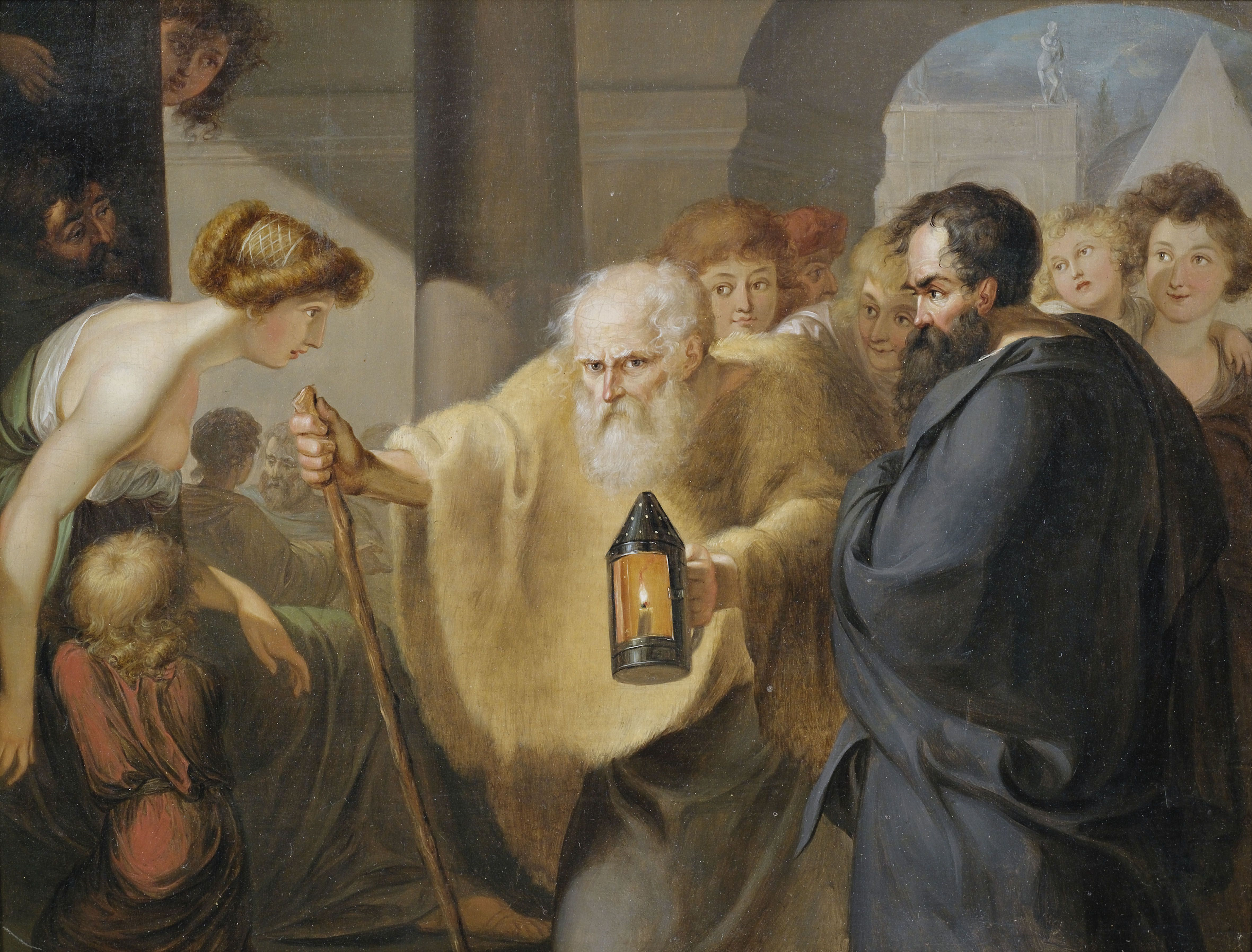
بريشتة يوهان تيشباين.
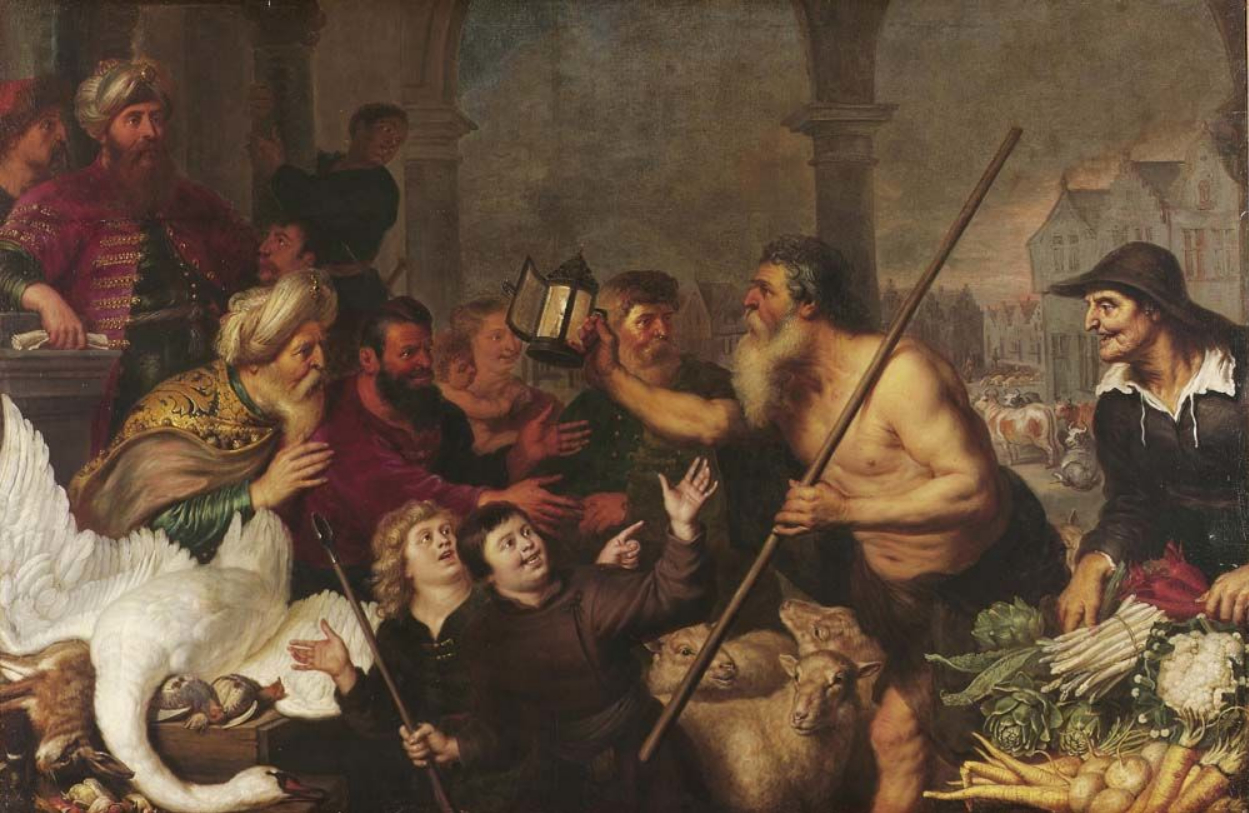
بريشة كورنيليس دي فوس.
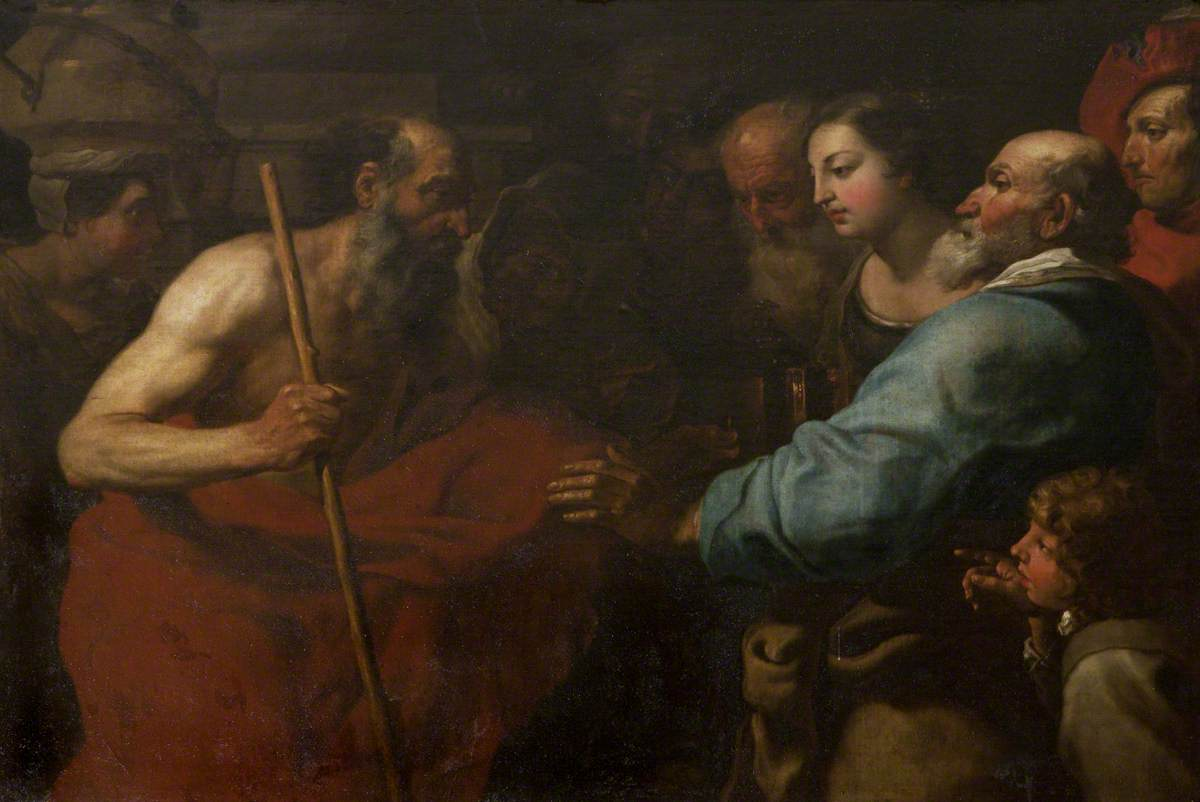
بريشة جيواتشينو أسيريتو.
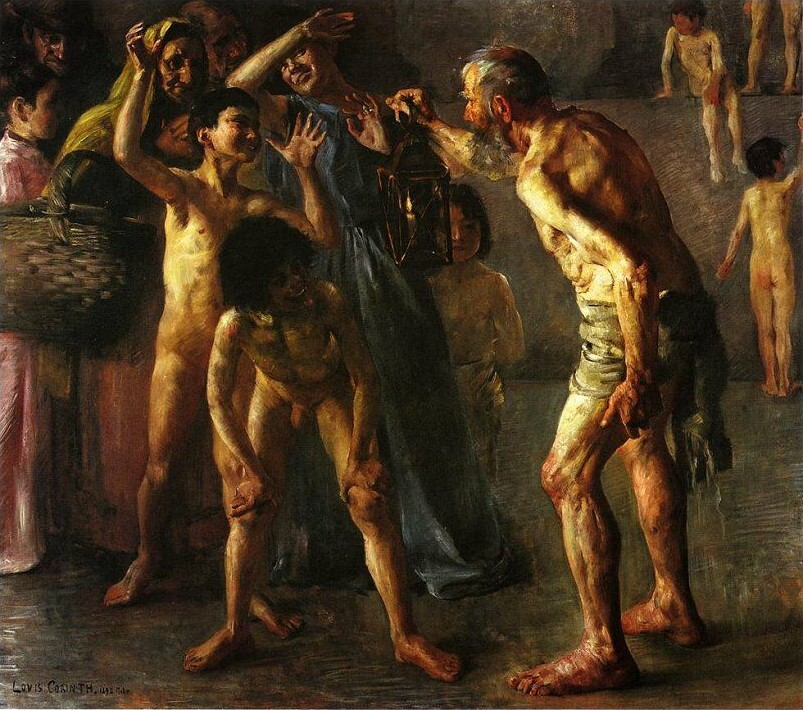
بريشة لوفيس كورينث.

ديوجانِس والإسَكندر
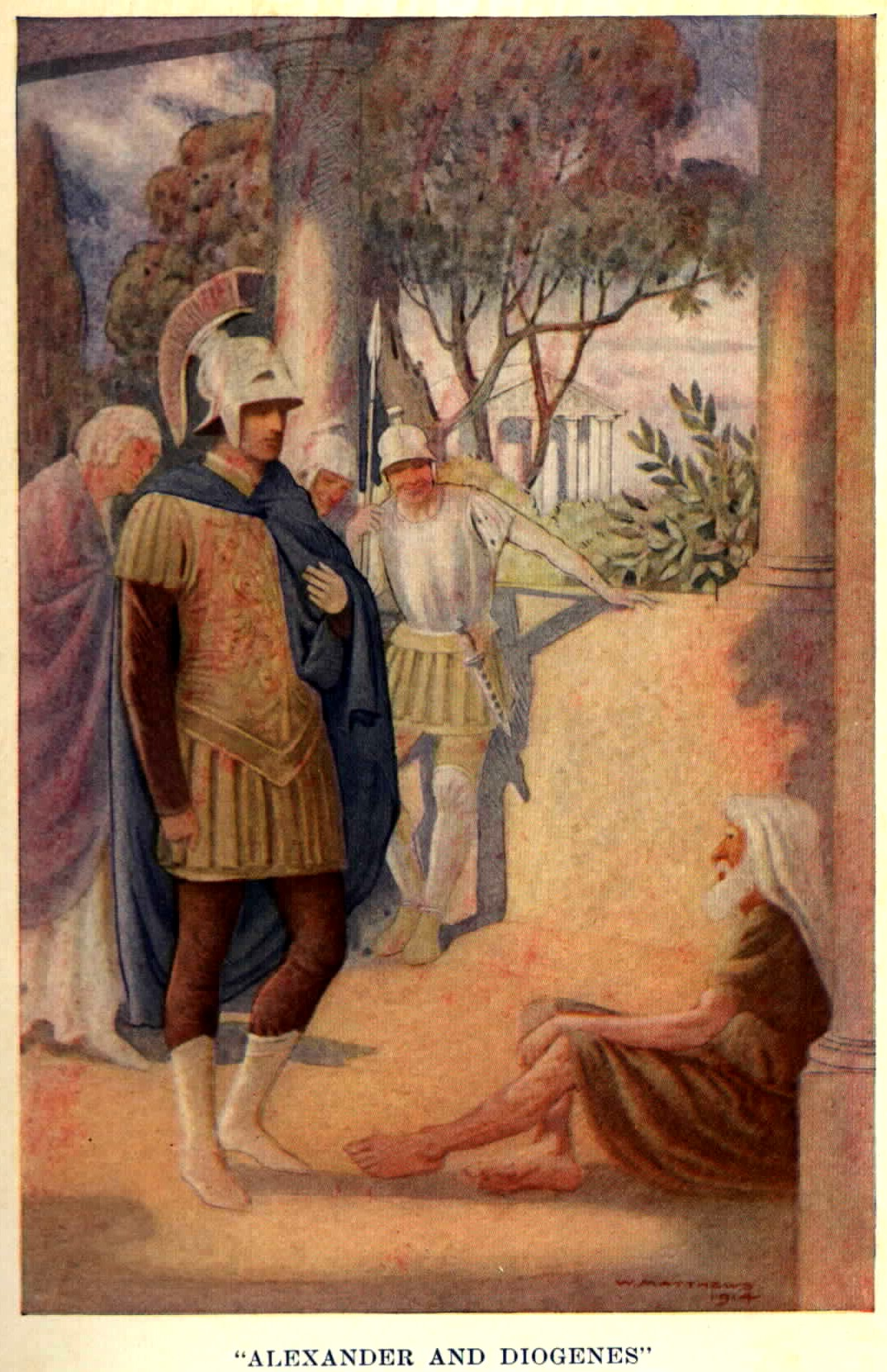
بريشة فنان مجهول.
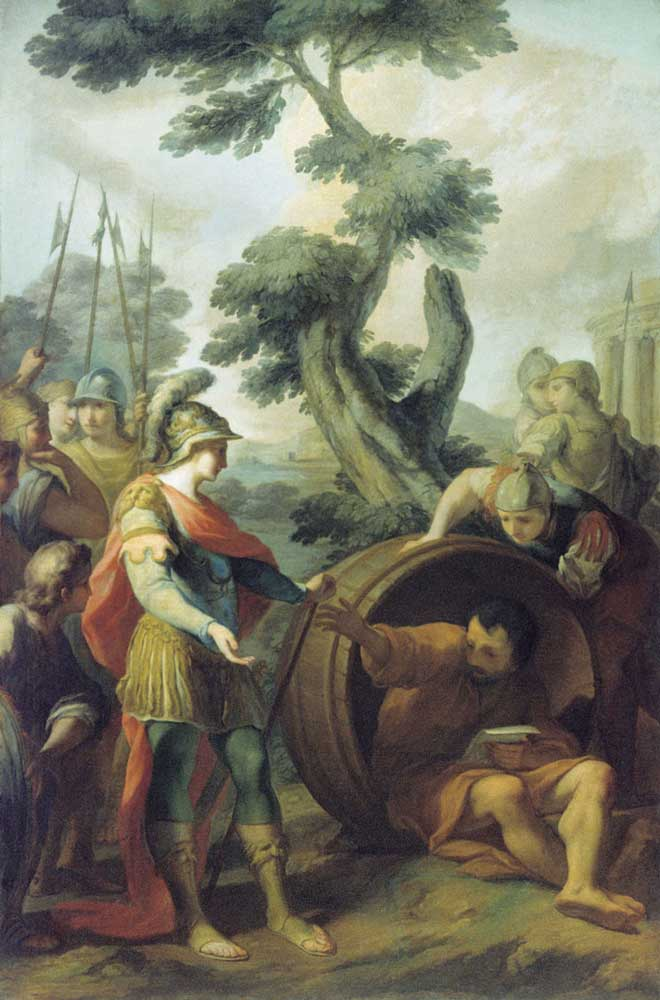
بريشة ماتفي إيفانوفيتش بوتشينوف.
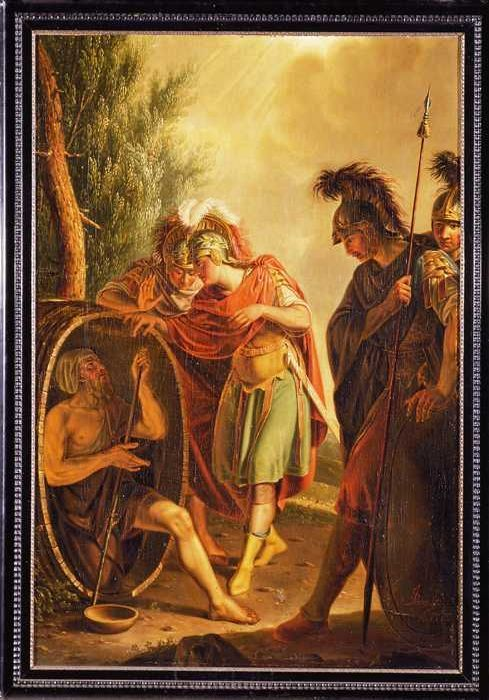
بريشة يوهانس زاكرياس بري.
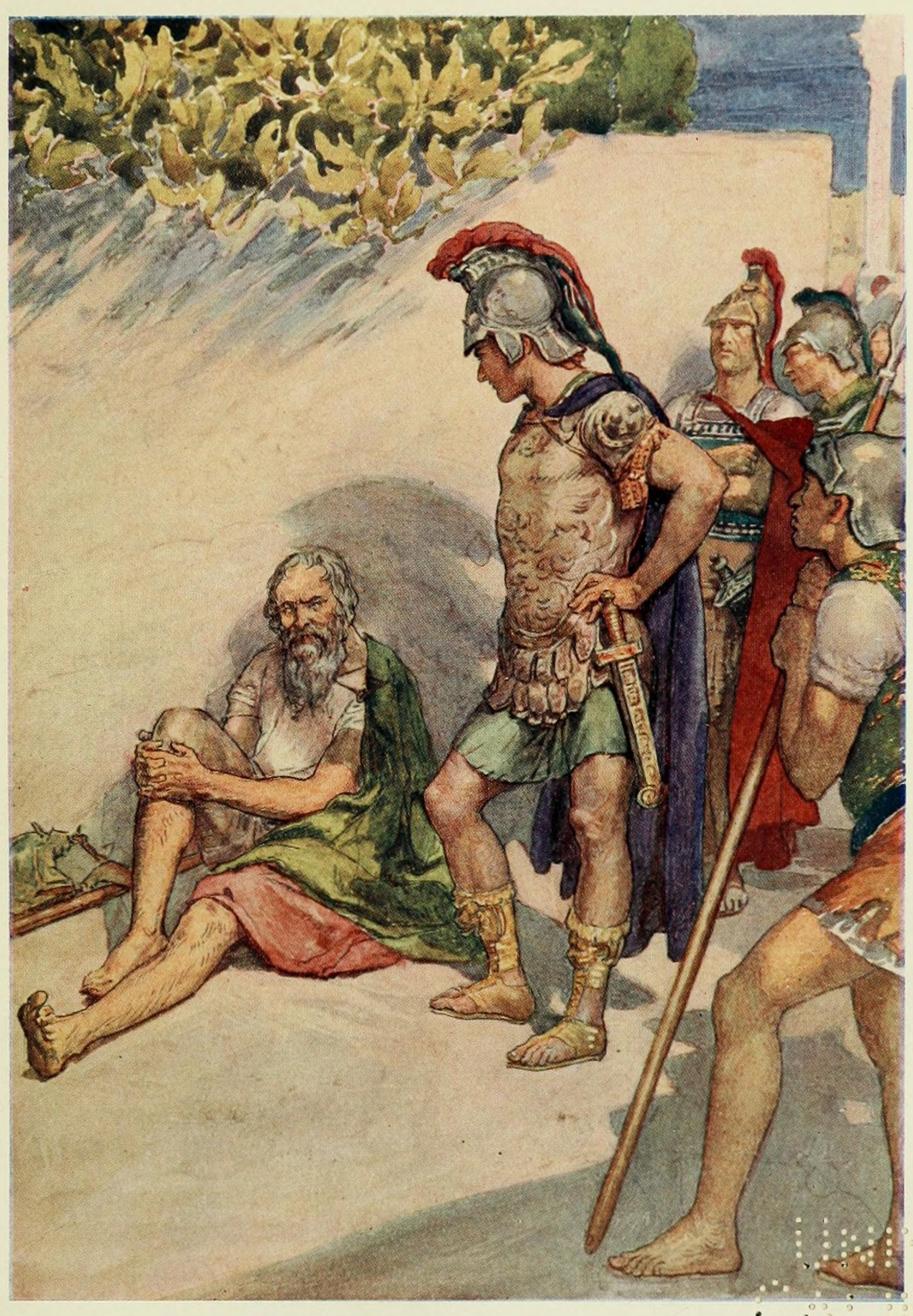
بريشة فنان مجهول.
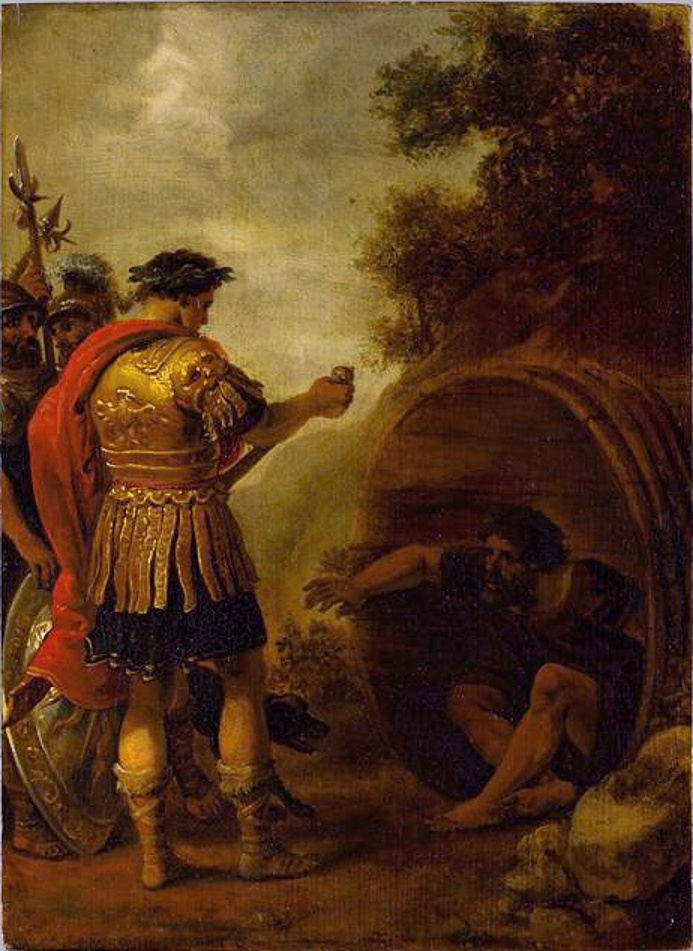
بريشة فنان مجهول.
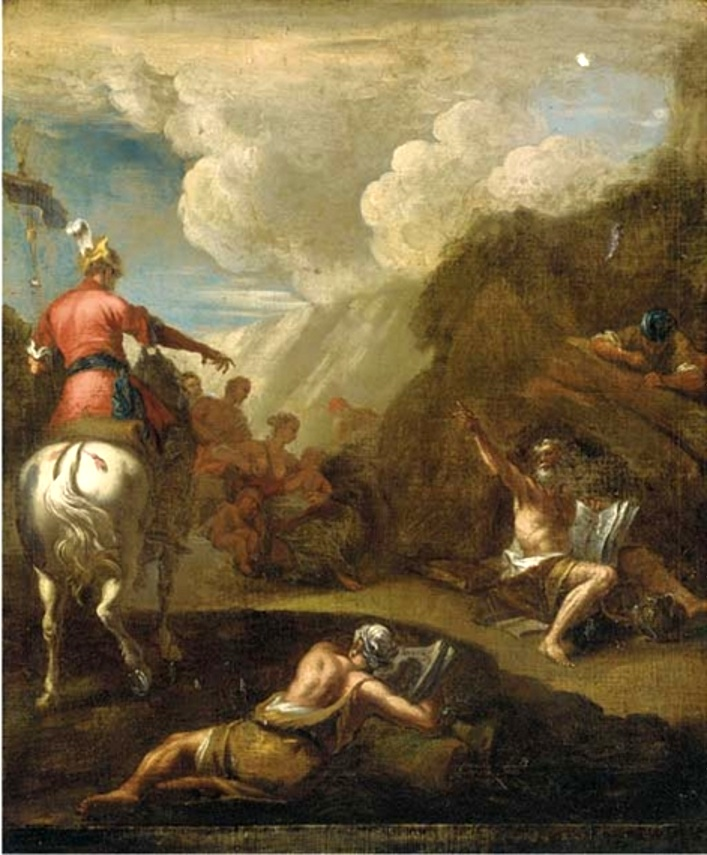
بريشة غاسبار ديزياني.
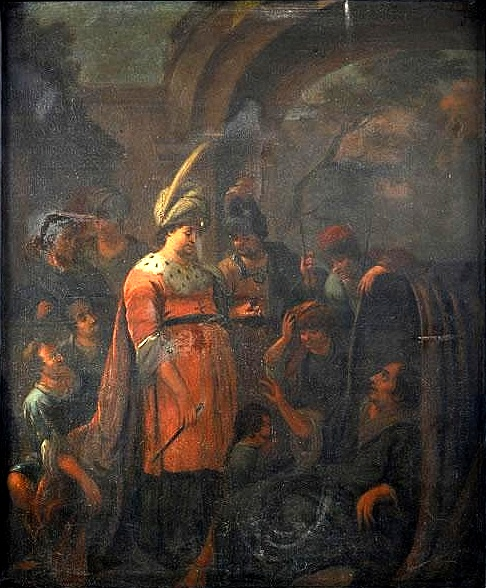
بريشة فنان مجهول.
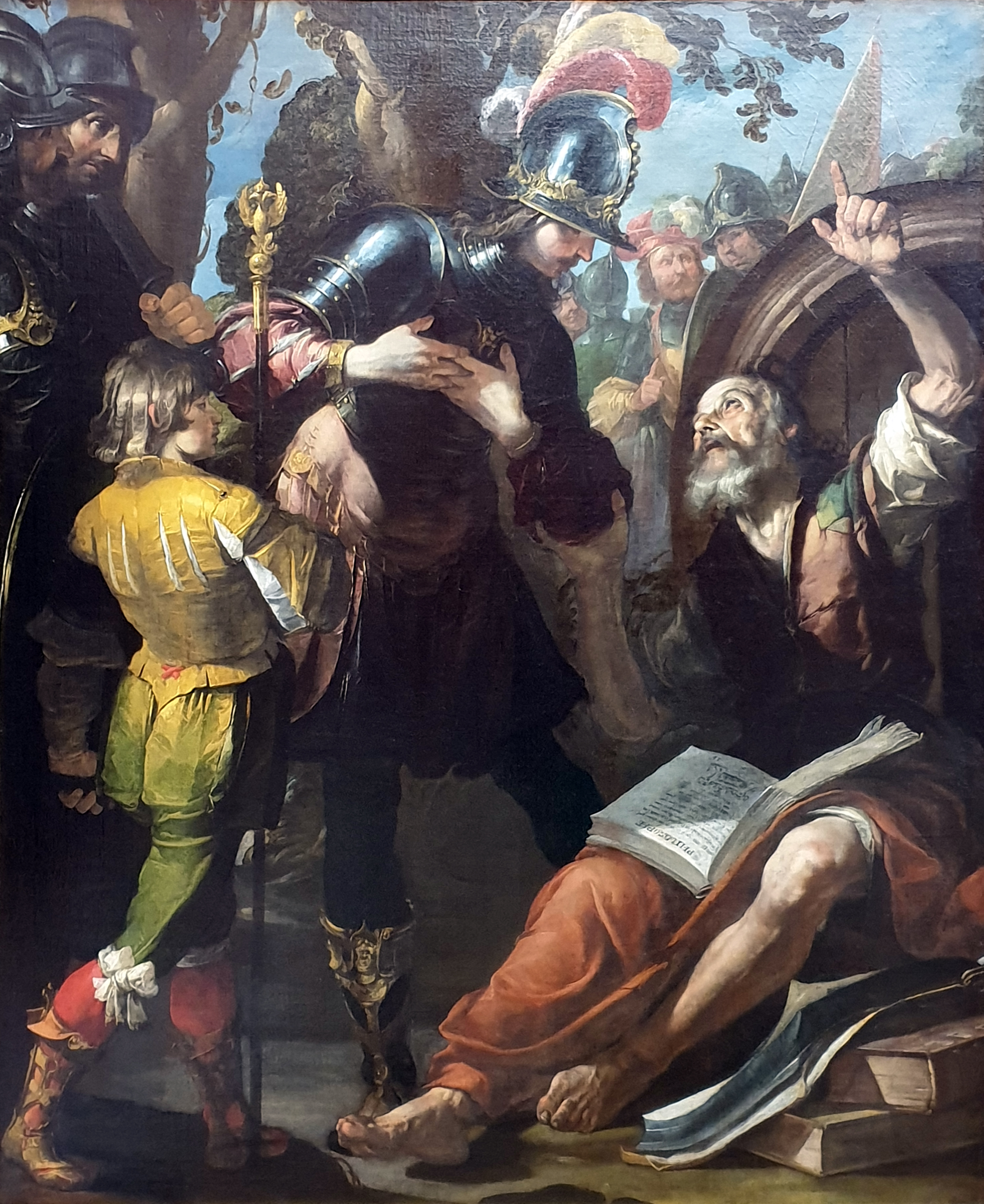
بريشة فنان مجهول.
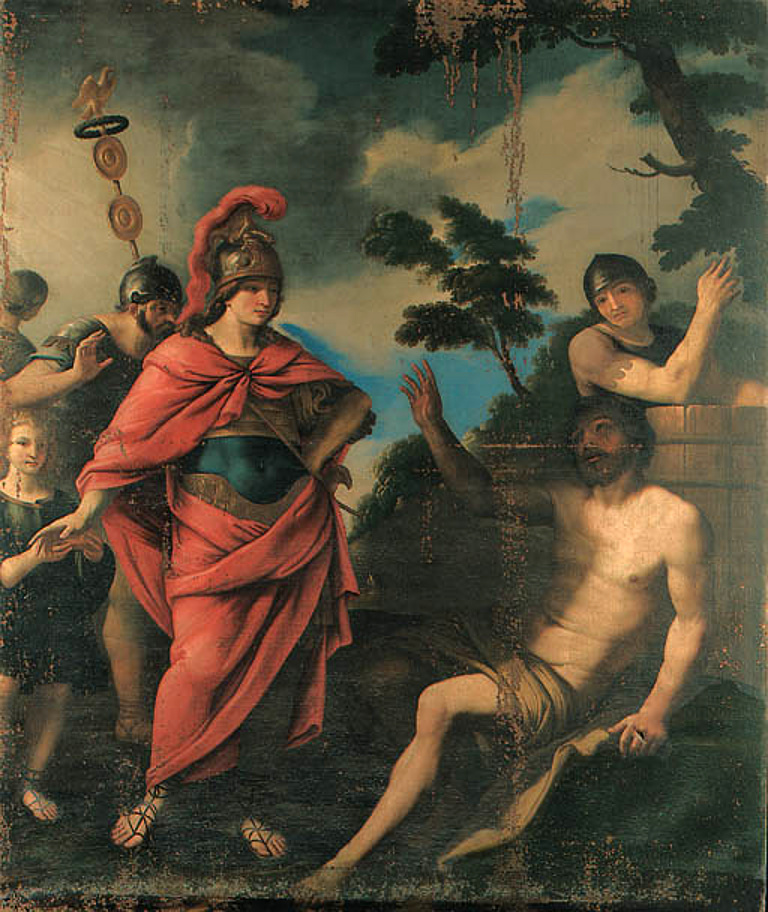
بريشة جيوفاني فرانشيسكو رومانيلي.
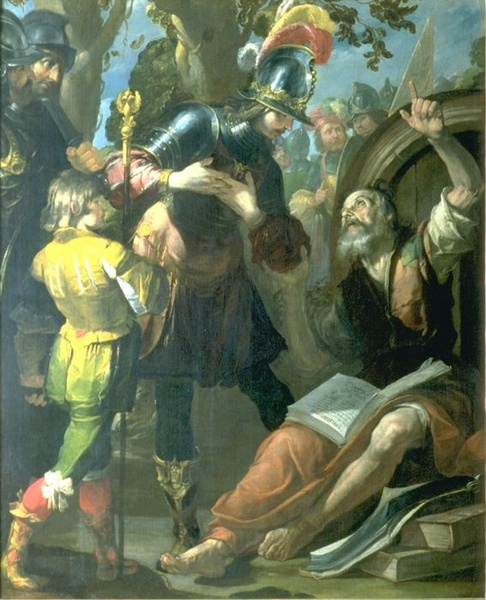
بريشة جيواتشينو أسيريتو.
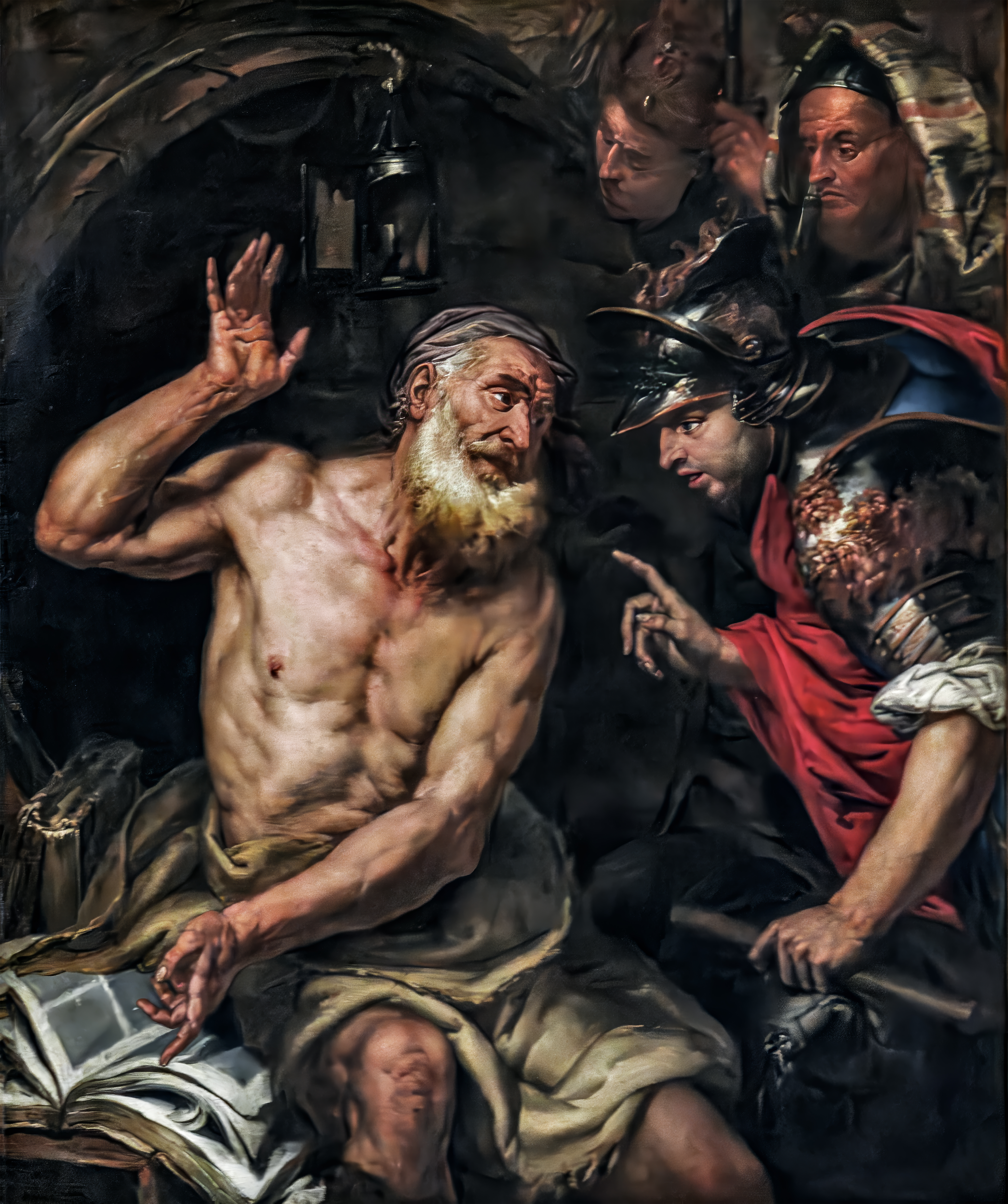
بريشة جيوفان لانجيتي.
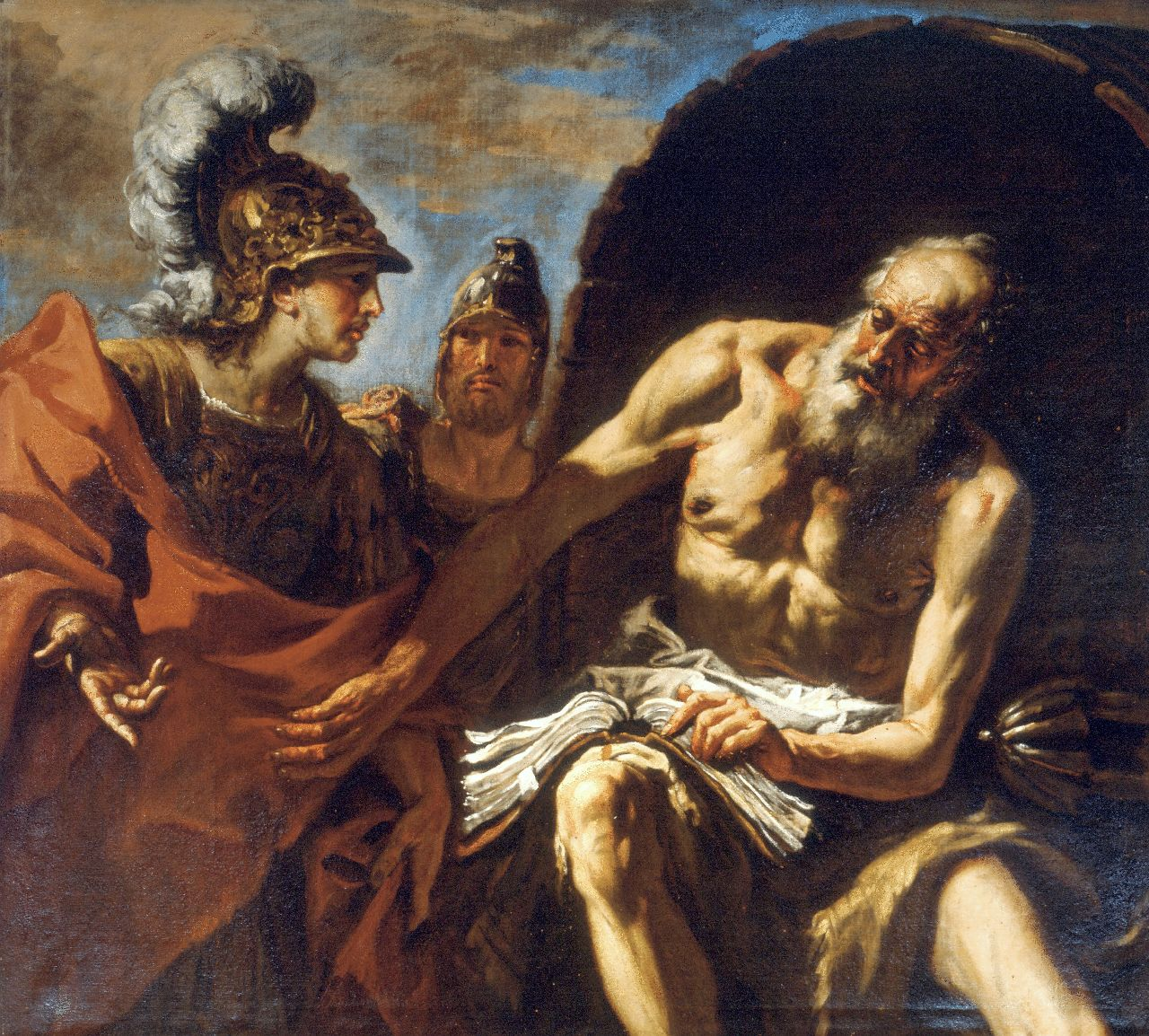
بريشة سيباستيانو ريتشي.
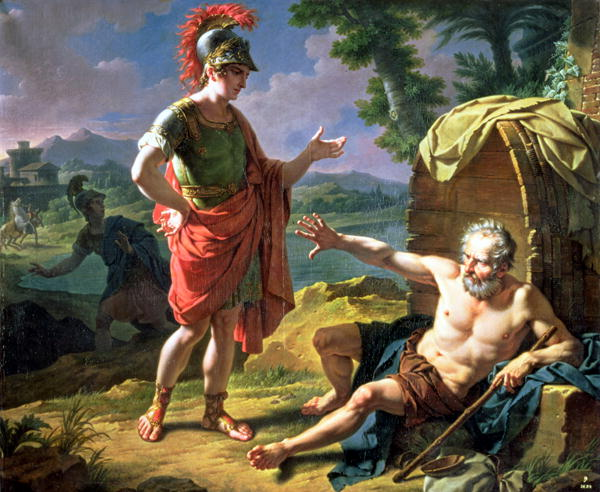
بريشة نيكولا أندريه مونسياو.
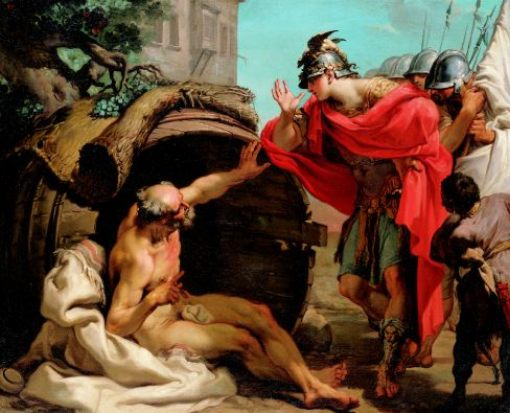
بريشة جايتانو جاندولفي.
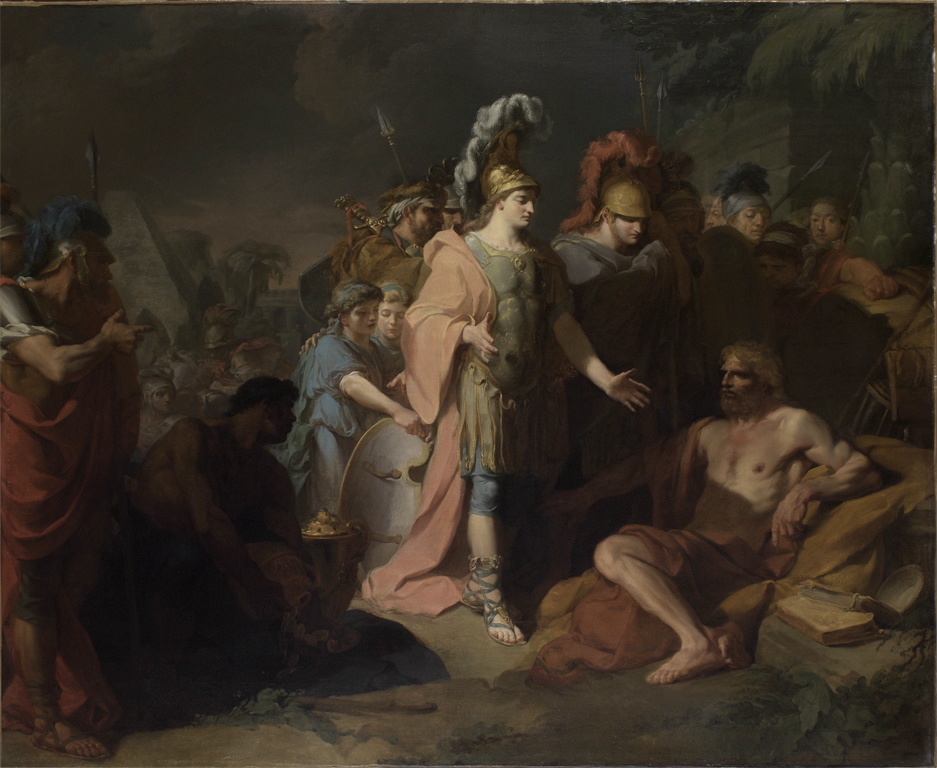
بريشة جان بابتيست ريغنيول.
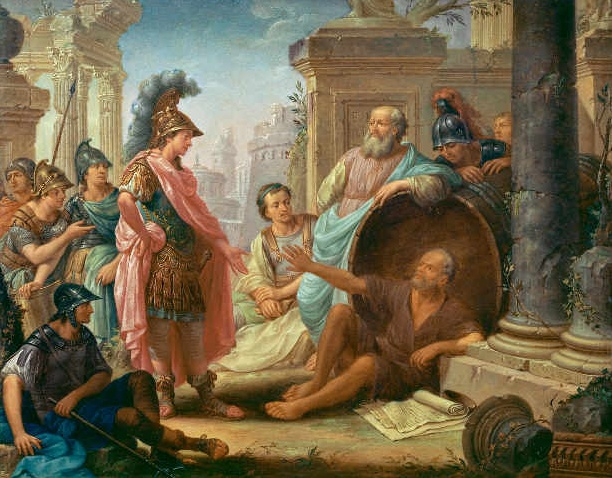
بريشة كريستيان وينك.
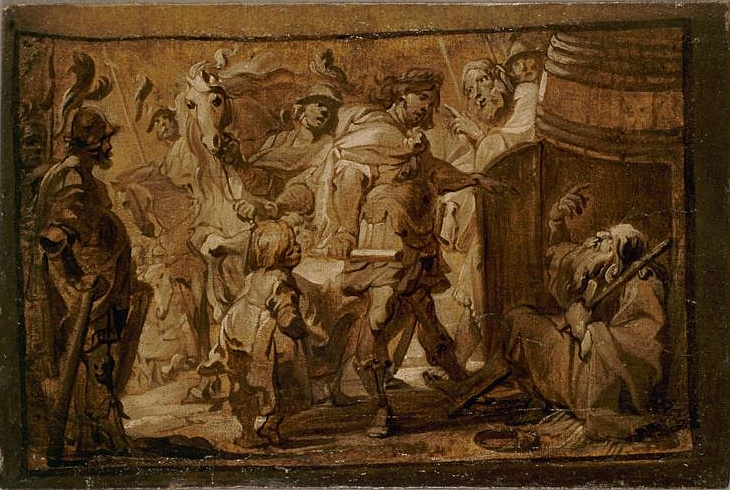
بريشة أنطون سالارت.
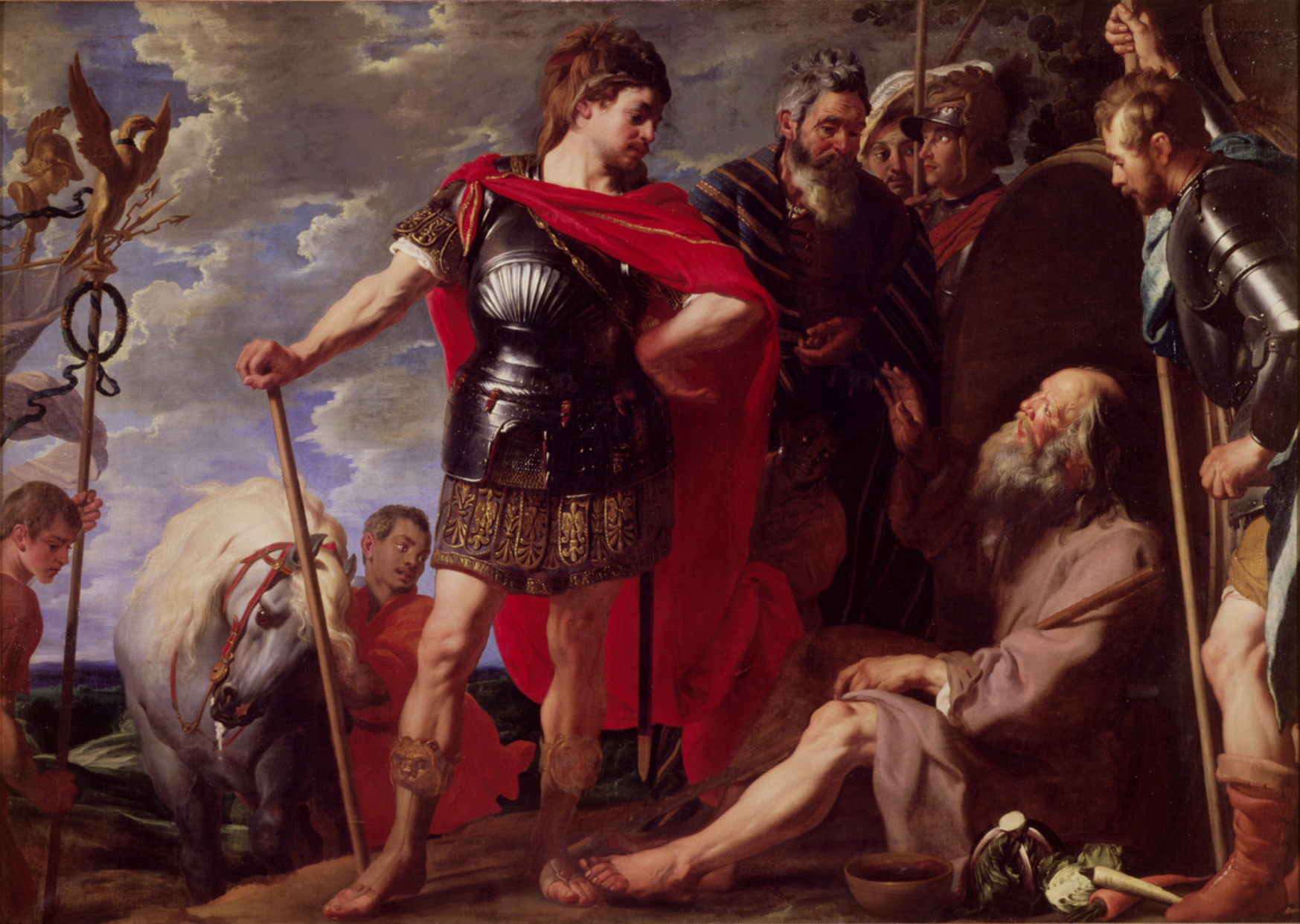
بريشة جاسبار دي كراير.
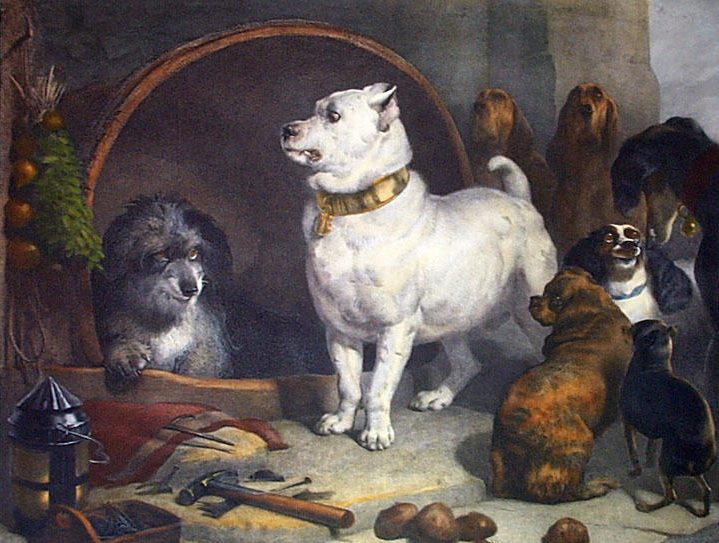
بريشة توماس لاندسير.
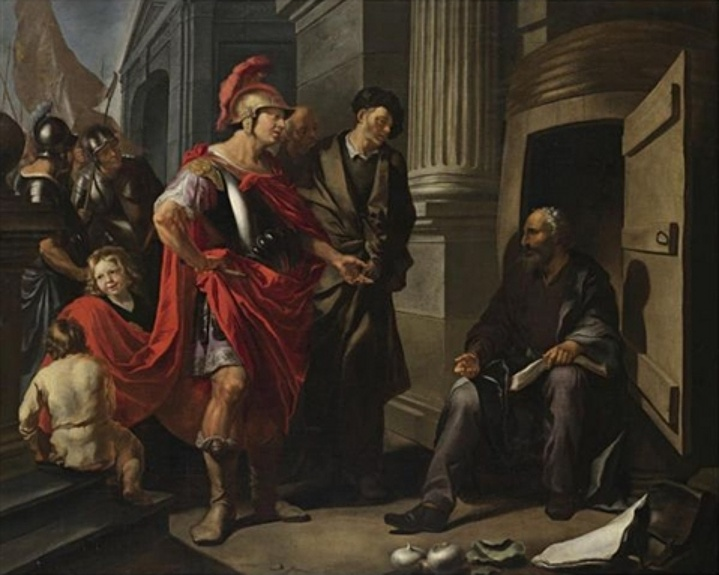
بريشة هندريك هيرشوب.
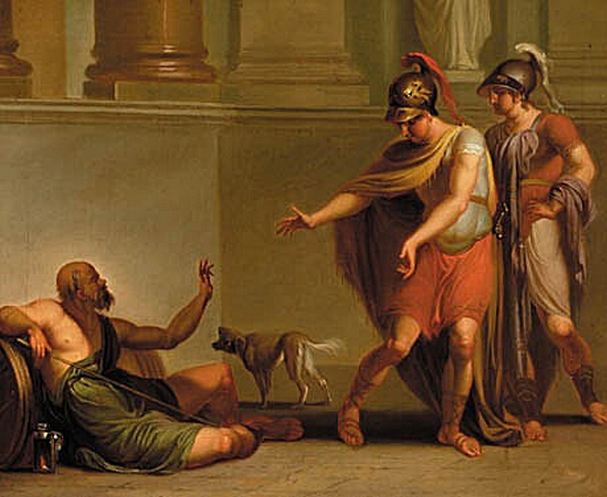
بريشة نيكولاي أبيلدجارد.
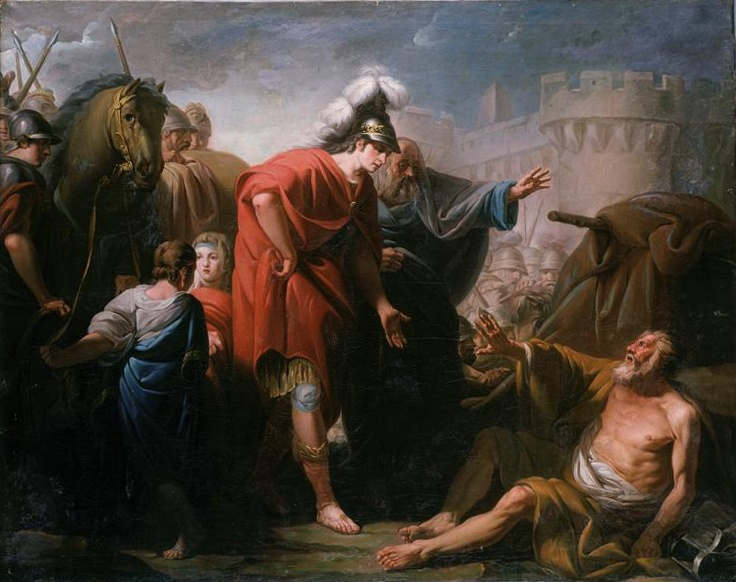
بريشة جاك جاميلين.
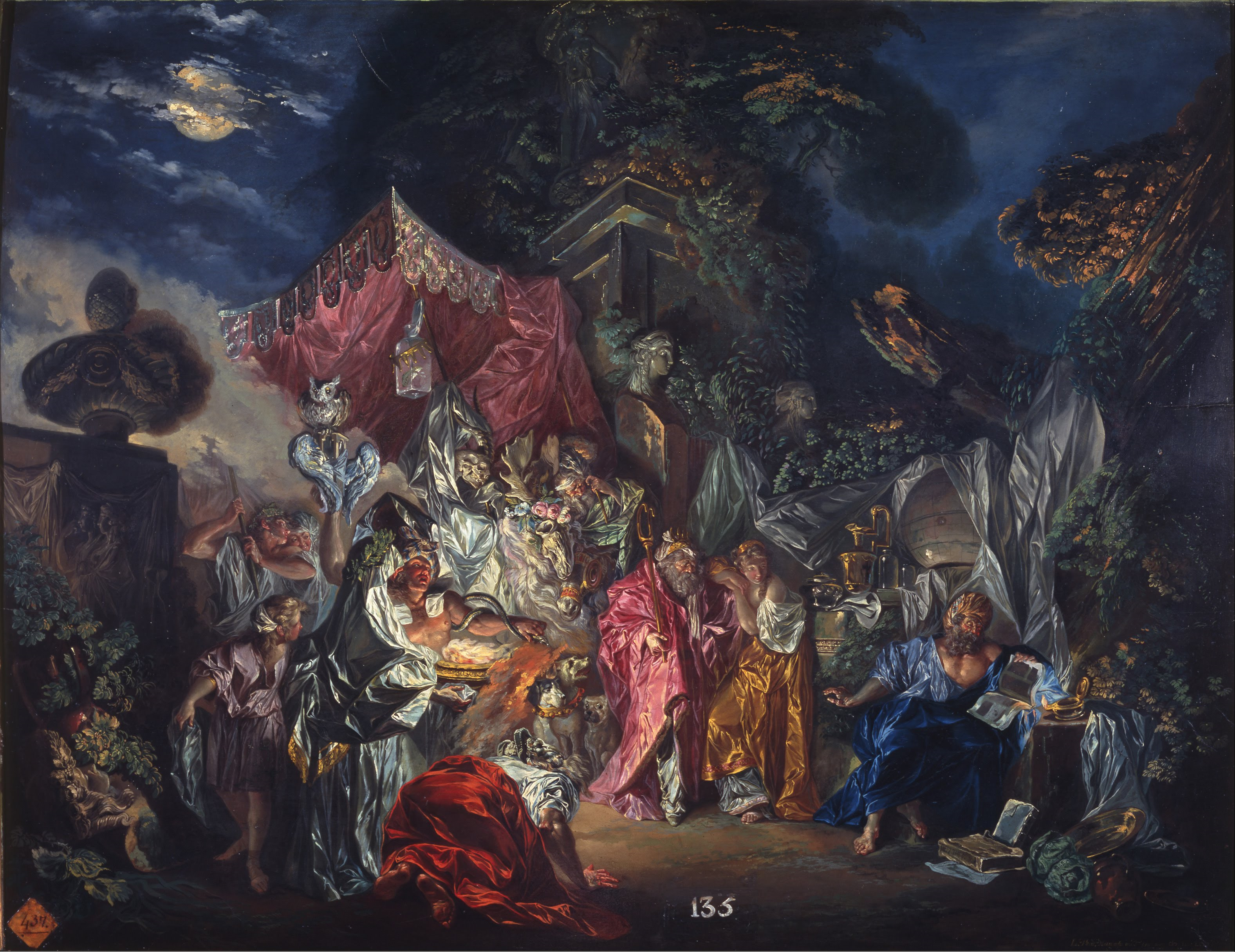
بريشة لويس باريت إي ألكازار.
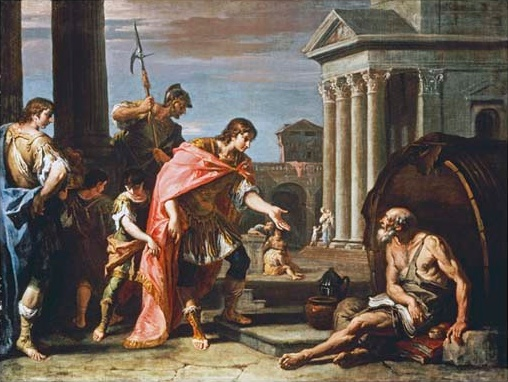
بريشة سيباستيانو ريتشي.
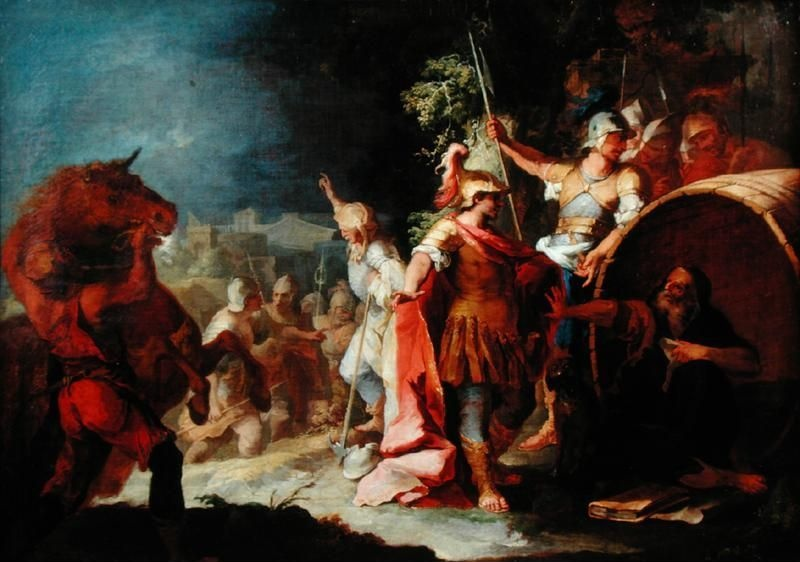
بريشة بيير بول سفين.
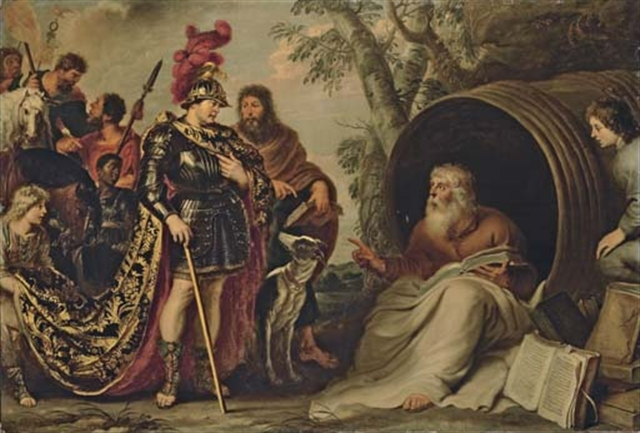
بريشة كورنيليس دي فوس.
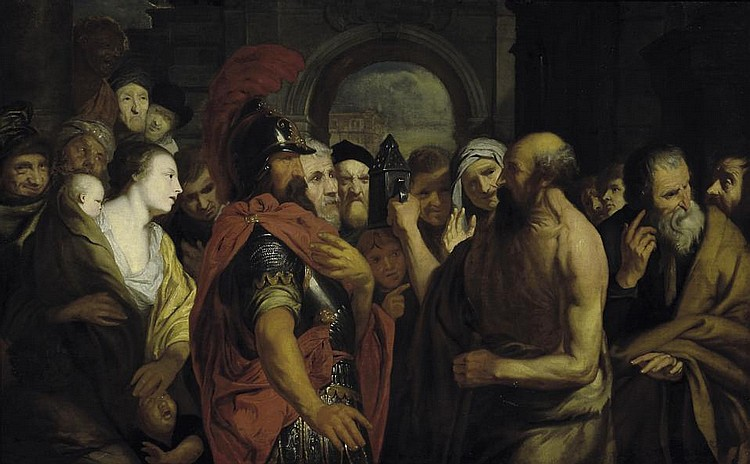
بريشة فنان مجهول.
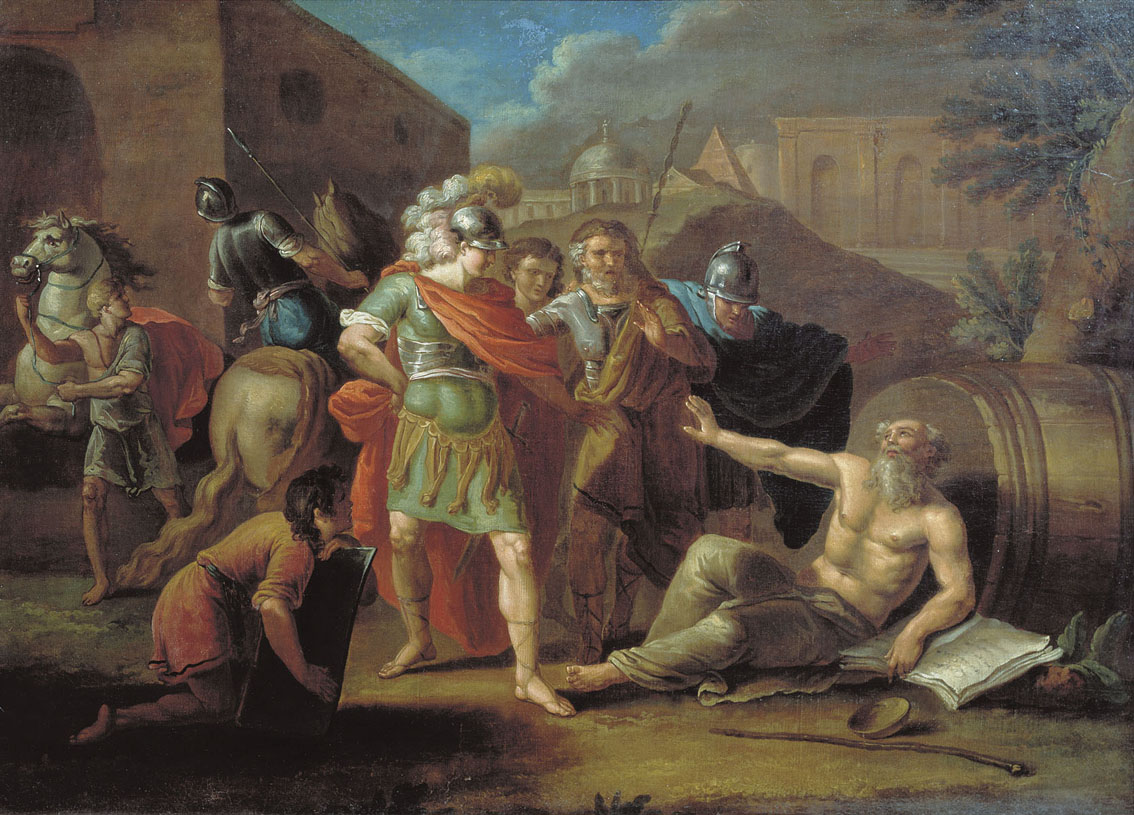
بريشة فنان مجهول.
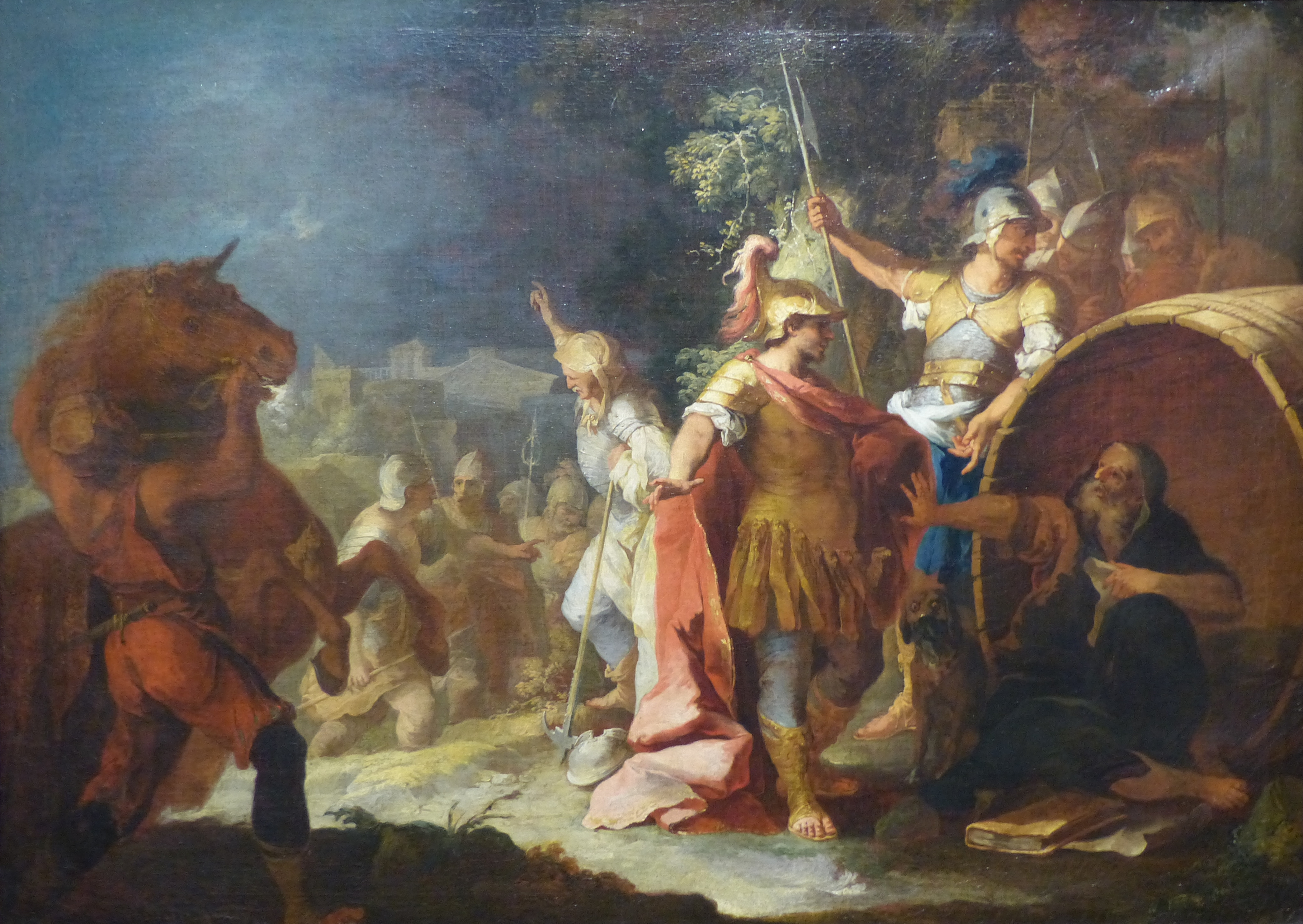
بريشة فنان مجهول.
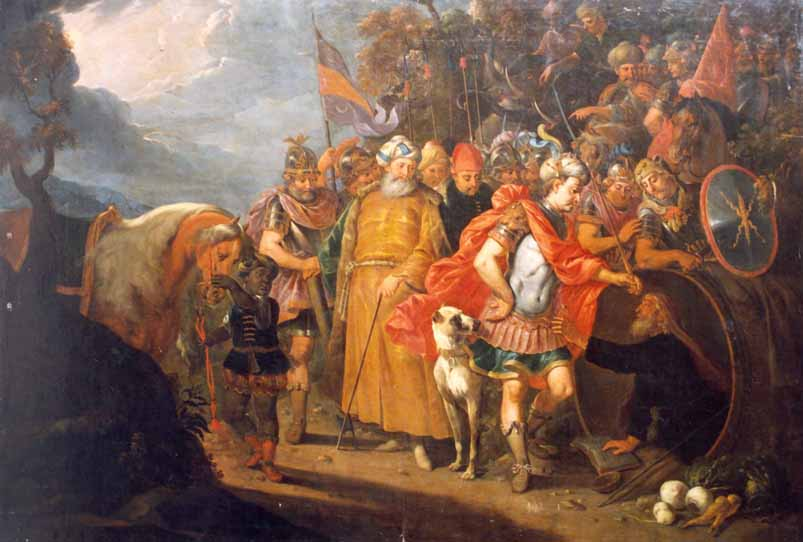
بريشة جان توماس فان إيبيرن.
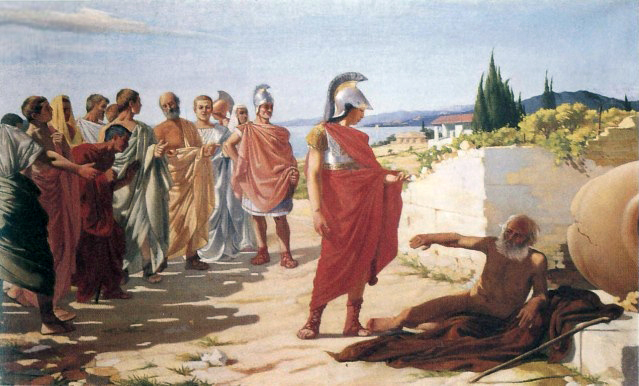
بريشة باردي باسكوسكي.